# Parc national Olympique
Vous lisez un « article de qualité » labellisé en 2010.
Pour les articles homonymes, voir Olympique.
Le parc national Olympique (en anglais : Olympic National Park) est un parc national américain situé à proximité de la ville de Seattle, dans l'État de Washington, dans le Nord-Ouest des États-Unis.
Couvrant une superficie de 3 733,8 km2, ce parc est célèbre pour ses forêts pluviales, ses paysages de montagne et ses zones côtières. Le parc, situé sur la péninsule Olympique, englobe une grande partie du massif des montagnes Olympiques. Le début de la formation de ces montagnes, causée par la collision de plaques tectoniques, ne date que d'une vingtaine de millions d'années. Le toponyme provient du mont Olympe, le point culminant de la région, dont le nom lui est donné en 1788 par le capitaine de la marine John Meares lors d'un voyage d'exploration.
L'occupation humaine de la région remonte à plus de 10 000 ans, lorsque des Paléoaméricains l'arpentaient pour chasser et pratiquer la cueillette. Au fil des siècles, ils améliorèrent leurs techniques pour finalement se spécialiser dans la pêche jusqu'à l'arrivée des premiers explorateurs d'origine européenne. Alors que les premiers colons commencent à s'installer dans la région vers le milieu du XIXe siècle, les tribus amérindiennes locales, à la suite de traités signés en 1855, sont placées dans des réserves.
Depuis sa création le 29 juin 1938, le National Park Service est chargé de la protection de ses richesses naturelles et culturelles, qui attirent chaque année plus de trois millions de visiteurs. En 1976, le parc obtient de l'UNESCO le titre de réserve de biosphère et en 1981 il est promu en tant que patrimoine mondial. Avec le proche Sanctuaire national marin de la côte olympique (Olympic Coast National Marine Sanctuary), il forme un vaste écosystème marin et terrestre où de nombreuses espèces animales et végétales peuvent jouir d'une protection renforcée.

## Géographie

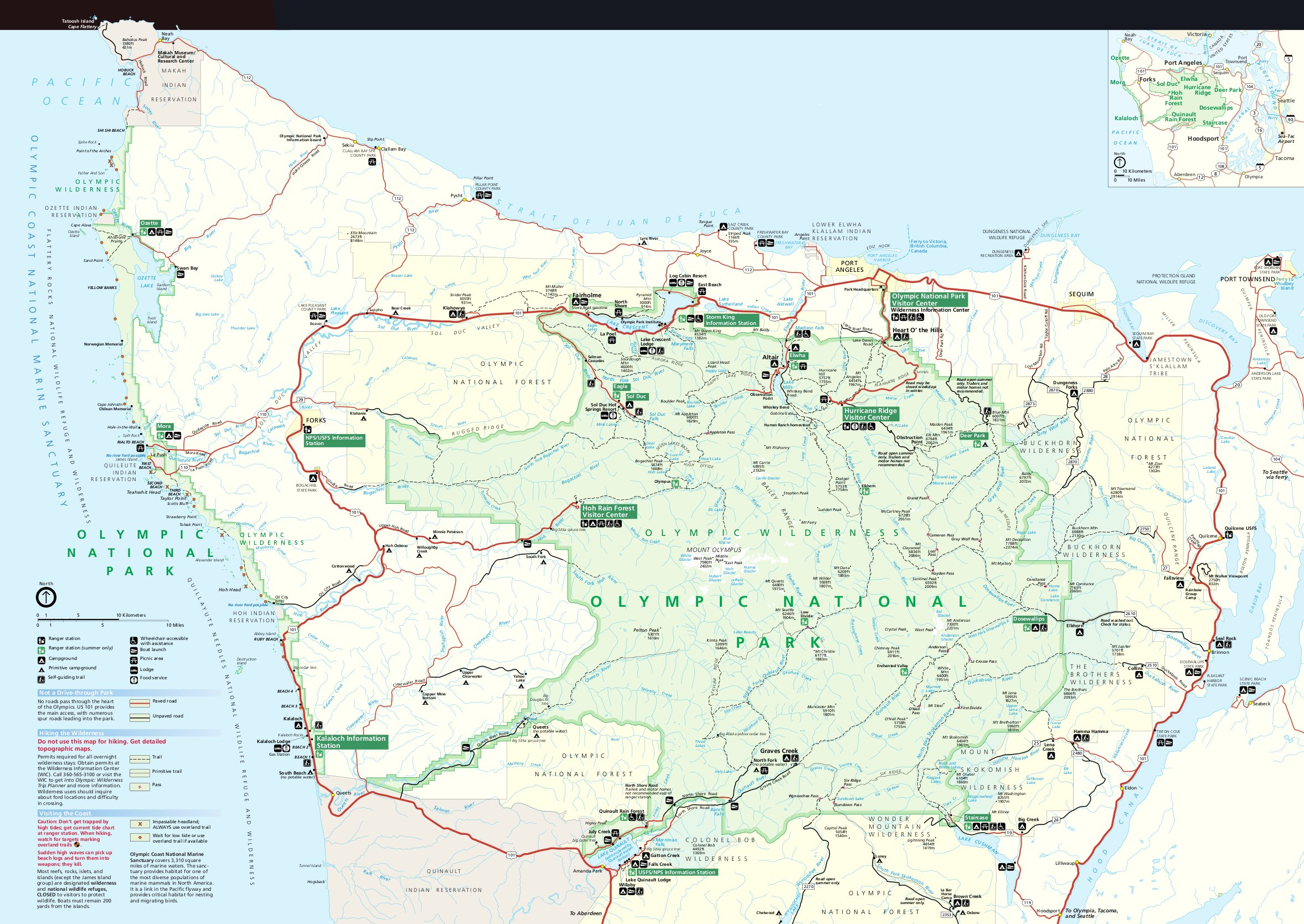
Carte du parc national.

Le parc est situé dans le Nord-Ouest de l'État de Washington dans une région montagneuse en bordure de l'océan Pacifique. Il s'étend en particulier sur les territoires des comtés de Clallam, Grays Harbor, Jefferson et Mason. La péninsule Olympique qui accueille le parc est bordée à l'ouest par l'océan, au nord par le détroit de Juan de Fuca et à l'est par le Puget Sound. Elle est reliée par le sud au reste du continent nord-américain. L'importante métropole de Seattle est localisée à seulement 100 km à l'est du parc.
Le parc se compose en réalité de deux zones. La plus grande zone se trouve à l'intérieur de la péninsule dans une région montagneuse. L'autre zone, à l'extrémité occidentale de la péninsule, est une étroite bande côtière qui s'étend sur près de 100 km en bordure de l'océan Pacifique. Cette seconde zone englobe également quelques îles et quelques rochers situés juste au large des côtes.

### Relief

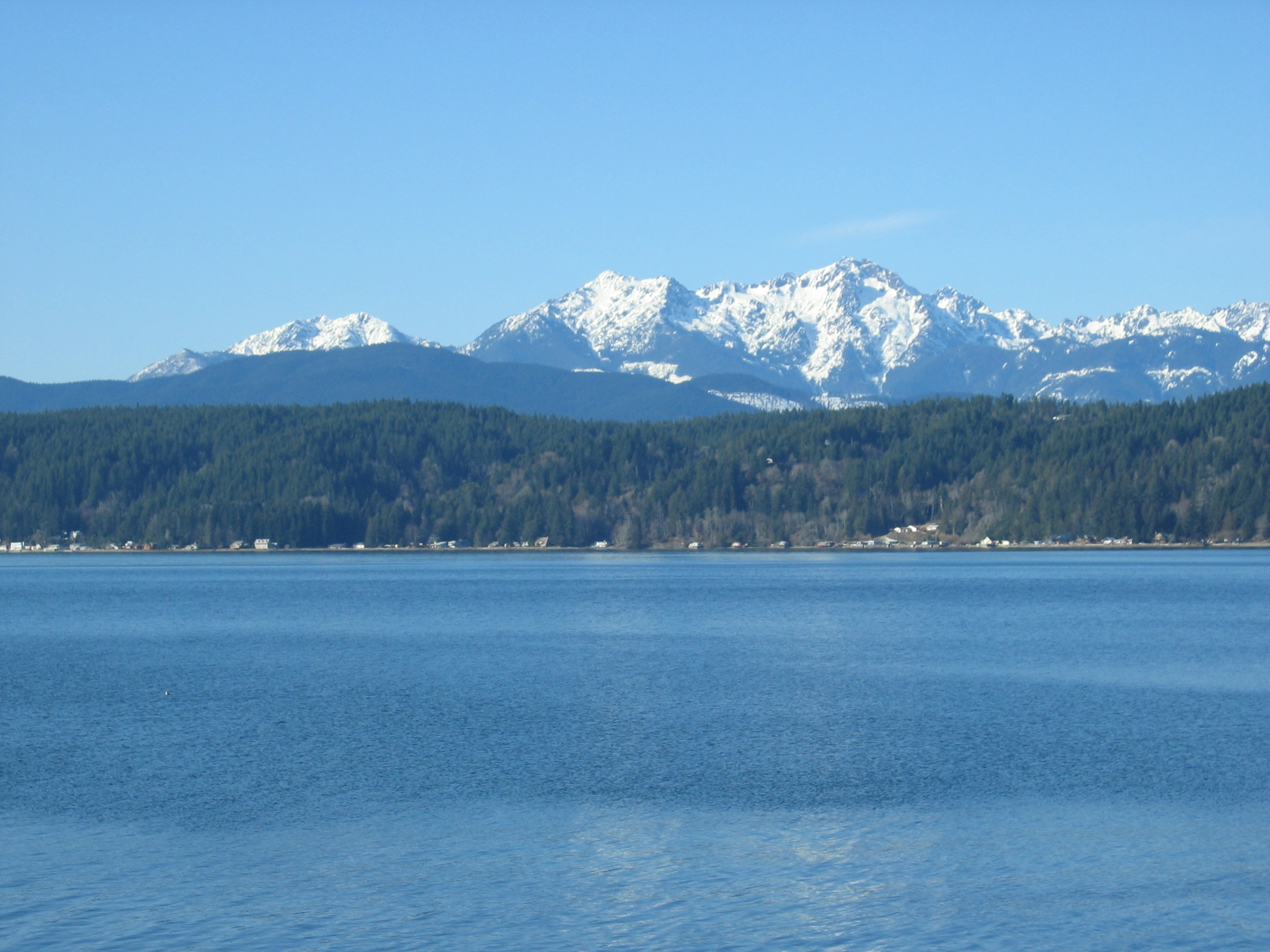
Les montagnes Olympiques enneigées.

La topographie de la partie principale du parc est essentiellement caractérisée par le massif montagneux des montagnes Olympiques (Olympic Moutains). Le plus haut sommet du massif, le mont Olympe (Olympus Mount), culmine dans le parc à 2 432 m. Parmi les autres sommets importants situés dans le parc se trouvent le mont Carrie (2 132 m), le mont Anderson (2 231 m) et le mont Deception (2 374 m). Le relief de la bande côtière descend quant à lui jusqu'au niveau de la mer.

### Climat

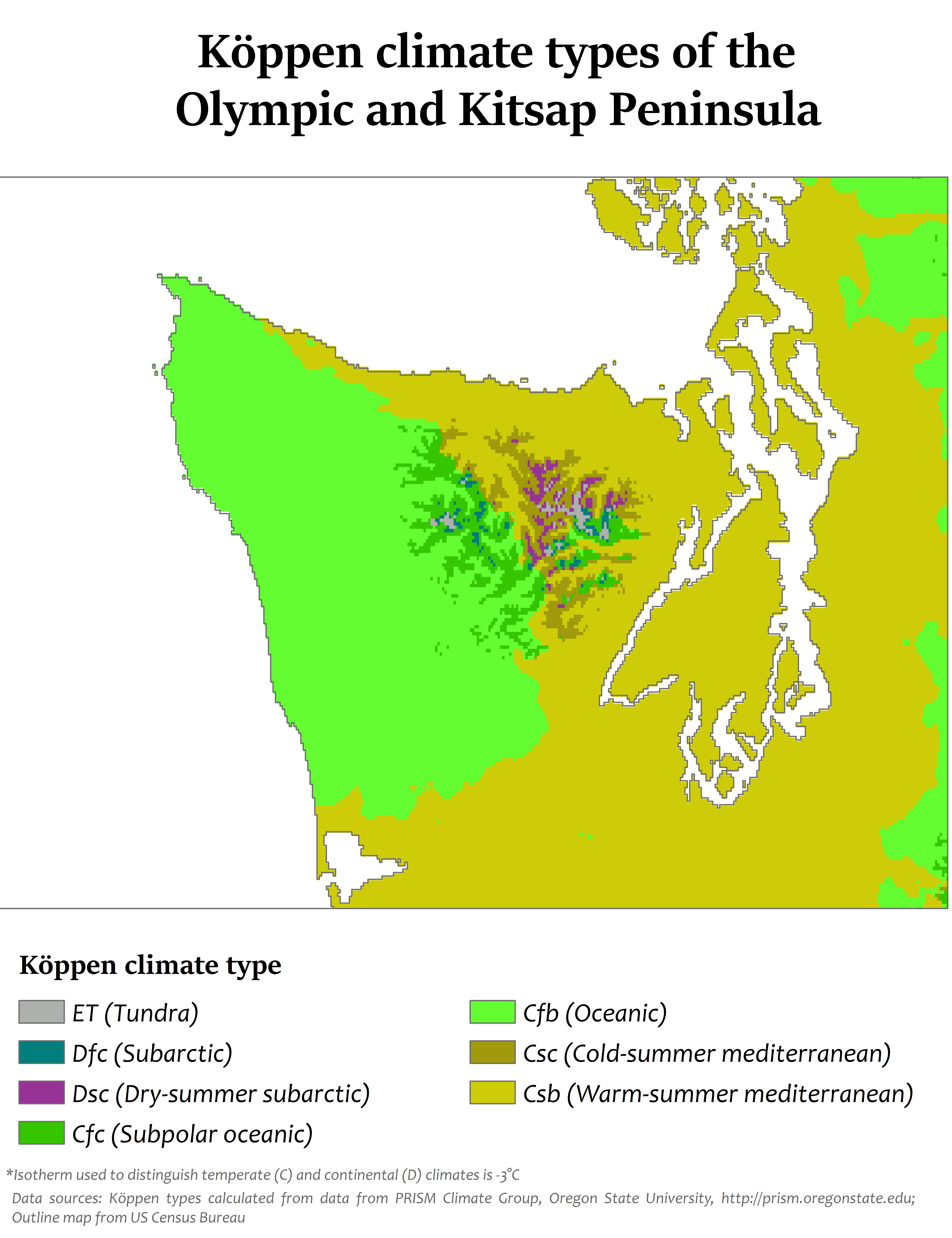
Classification climatique de Köppen de la péninsule Olympique.

Avec une altitude minimale nulle et des hauteurs maximales dépassant les 2 000 m, le climat varie fortement selon l'emplacement dans le parc national. La région est néanmoins considérée comme présentant un climat océanique tempéré de type Cbf selon la classification de Köppen,.
La position du parc national Olympique influence fortement son climat. À l'est du parc, la chaîne des Cascades joue un rôle de rempart par rapport aux courants polaires en provenance du nord du continent américain. Grâce à cela les températures restent plus douces d'autant plus que l'océan Pacifique se situe juste à côté du parc. En plus de sa douceur, le Pacifique charrie dans la région des masses d'air très humides, ce qui se traduit par d'énormes quantités de précipitations lorsque l'air se refroidit au contact des montagnes du parc. Le parc est ainsi une des régions les plus arrosées des États-Unis contigus. La pluviométrie annuelle au niveau de la forêt humide de Hoh avoisine les 3 500 mm tandis que le sommet du mont Olympe peut recevoir de son côté plus de 15 240 mm. Les plus hauts sommets reçoivent une bonne partie de ces précipitations sous forme neigeuse. La partie orientale du parc, de l'autre côté des montagnes, est plus sèche car les précipitations sont en grande partie déjà tombées plus à l'ouest. Les quantités de précipitations annuelles peuvent y descendre entre 400  et   600 mm.
La période estivale est plus sèche que le reste de l'année et il peut se passer plusieurs semaines sans précipitations. Les arbres de la région qui ont besoin d'énormément d'humidité pour survivre se contentent alors de l'humidité présente dans les réguliers brouillards,.
| Mois                                       | Janv  | Fév   | Mars | Avr  | Mai  | Juin | Juil | Août | Sept | Oct  | Nov   | Déc   | Année        |
| ------------------------------------------ | ----- | ----- | ---- | ---- | ---- | ---- | ---- | ---- | ---- | ---- | ----- | ----- | ------------ |
| Record des températures maximales (°C)     | 21,0  | 23,0  | 22,0 | 28,0 | 33,0 | 36,0 | 36,0 | 37,0 | 36,0 | 28,0 | 21,0  | 18,0  | 37,0 (1981)  |
| Températures maximales moyennes (°C)       | 8,0   | 9,0   | 11,0 | 13,0 | 16,0 | 18,0 | 20,0 | 21,0 | 19,0 | 15,0 | 11,0  | 8,0   | 14,0         |
| Températures minimales moyennes (°C)       | 2,0   | 2,0   | 2,0  | 3,0  | 6,0  | 8,0  | 9,0  | 9,0  | 8,0  | 5,0  | 3,0   | 2,0   | 5,0          |
| Record de température minimale (°C)        | -14,0 | -12,0 | -7,0 | -5,0 | -2,0 | 1,0  | 3,0  | 2,0  | -2,0 | -5,0 | -15,0 | -14,0 | -15,0 (1985) |
| Moyennes mensuelles de précipitations (mm) | 347   | 314   | 279  | 189  | 140  | 89   | 59   | 68   | 105  | 249  | 376   | 368   | 2 583        |

### Hydrographie

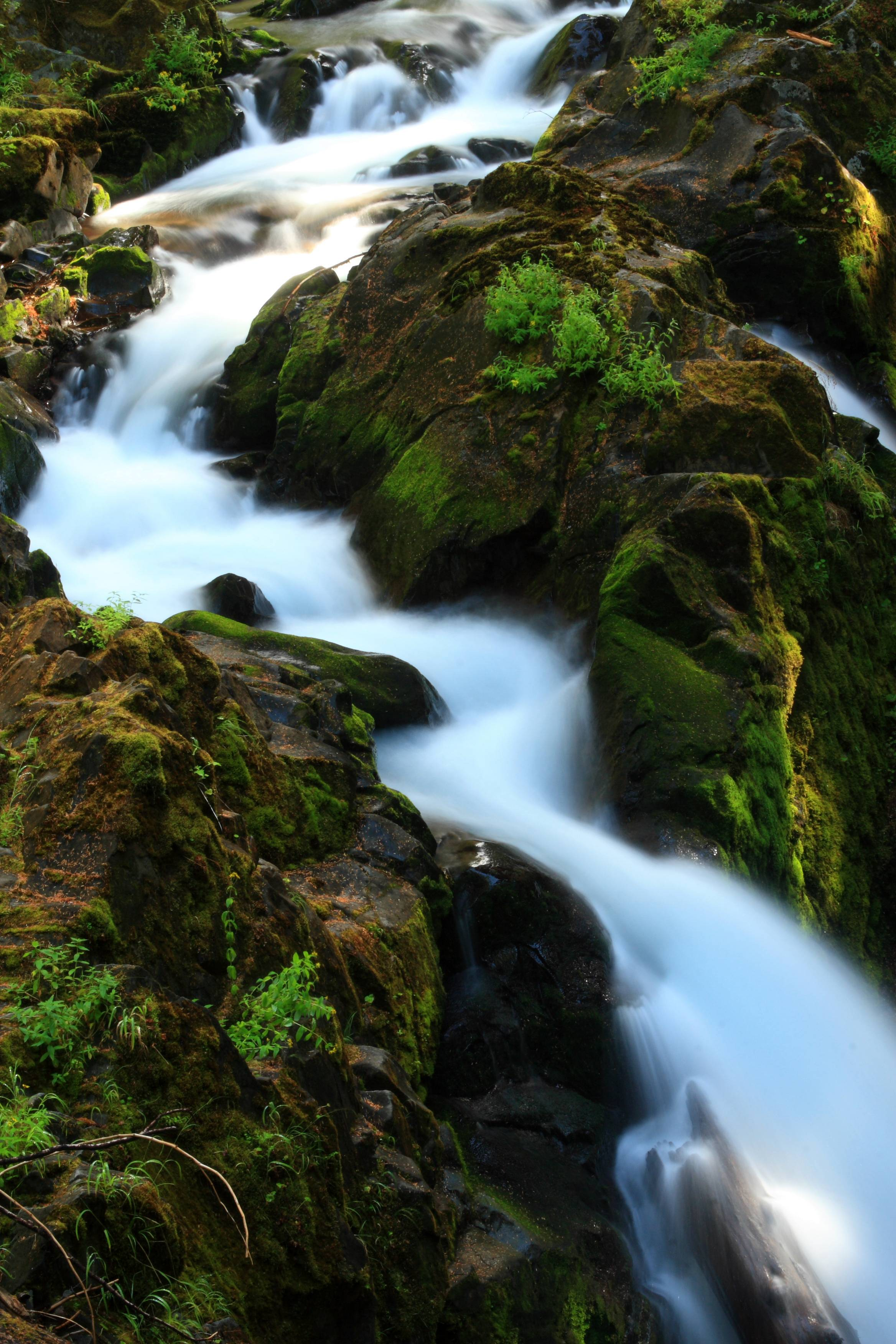
Rivière Sol Duc.

Le parc protège en partie plus d'une dizaine de bassins hydrographiques importants reliés à l'océan Pacifique pour un total d'environ 5 600 km de cours d'eau. Les bassins principaux sont ceux des cours d'eau Elwha et Dungeness au nord, Dosewallips à l'est, Queets et Quinault au sud, Ozette, Sol Duc, Hoh à l'ouest. En 2012, après plus de 100 ans de production d'hydroélectricité, deux barrages  ont été démolis sur l'Elwha afin de restaurer son lit originel et de favoriser le retour des saumons.
Le parc accueille également plus de 300 lacs de montagne. Le plus grand lac du parc, situé dans la zone côtière du parc, est le lac Ozette. Avec une superficie de 29,5 km2, il s'agit du troisième plus grand lac de l'État de Washington.
Le mont Olympe accueille neuf glaciers et au total le parc en dénombre plus de soixante,. Ceux-ci sont par exemple positionnés sur le mont Carrie et le mont Anderson. Le parc abrite également plusieurs cirques glaciaires qui indiquent la présence passée d'autres glaciers.

## Géologie
Géologiquement parlant, la région du Nord-Ouest Pacifique est l'une des régions les plus actives au monde ce qui se traduit par la présence de volcans, de séismes et de montagnes. En 1949, la région du parc se situe ainsi à l'épicentre d'un tremblement de terre de 7,1 sur l'échelle de Richter. Les tremblements de terre y sont plus rares par rapport à d'autres régions mais leurs intensités sont plus élevées car les forces se libèrent en une seule fois. Des géologues ont ainsi découvert des dépôts marins à l'intérieur des terres qui laissent à penser que d'importants tsunamis ont eu lieu dans la région. Tous ces phénomènes tirent leur origine de la rencontre de plaques tectoniques sous cette région.
La région du parc national est plus particulièrement influencée par la rencontre entre la plaque Juan de Fuca et la plaque nord-américaine. Les frottements entre ces plaques sont à l'origine d'un phénomène de subduction qui donne naissance plus à l'est à de nombreux volcans dans toute la proche région de la chaîne des Cascades. Ils sont également à l'origine de la formation de massifs montagneux comme celui des montagnes Olympiques. Des sources d'eau chaude indiquent que l'activité volcanique est toujours présente en profondeur sous le parc bien que le parc n'accueille aucun volcan.

Parcs et régions naturelles de l'État de Washington.

Les trois principaux types de roches dans le massif sont le basalte, le grès et le schiste. Le basalte tire son origine dans le volcanisme et plus particulièrement dans le refroidissement plus ou moins lent de lave. Le grès est une roche sédimentaire qui se forme lors de la compression de dépôts successifs de sables. Le schiste provient du durcissement par compression de dépôts de fines particules (boues).
Le sous-sol est également composé de roches calcaires qui tirent leur origine dans le dépôt de sédiments d'origine animale au fond de mers. Ces roches regorgent ainsi de fossiles d'organismes foraminifères. La coloration rougeâtre de ces roches provient de la présence d'oxyde de fer. Les plus anciennes ont environ 144 millions d'années sur la péninsule mais la plupart ont entre 15 et 55 millions d'années.
Toutes les roches sédimentaires ou volcaniques qui composent la montagne se sont donc déposées au fond de l'océan durant des millions d'années avant d'être soulevées lors de la rencontre entre les deux plaques tectoniques,. Les montagnes du proche massif des North Cascades commencent leur orogenèse il y a un peu moins de 50 millions d'années tandis que les roches des montagnes Olympiques commencent à émerger il y a seulement 24 millions d'années.
Déformées par la poussée des plaques, les roches des montagnes sont alors mises à nu et sont érodées par les précipitations et les glaciers au fil des millénaires ce qui donne naissance à des vallées encaissées,. La zone reste même un moment couverte par une calotte glaciaire lors d'une glaciation qui ne se termine qu'il y a environ 12 500 ans. En libérant la région, la calotte laisse de larges vallées comme le Puget Sound qui est alors entièrement submergée par les eaux du Pacifique. Plus au sud, grâce à une altitude plus élevée, d'autres vallées subsistent comme la vallée de la Willamette.
C'est d'ailleurs à ce moment que débute l'histoire de l'Homme dans la région. Bien que l'altitude des montagnes ne soit pas si importante et bien que le climat soit adouci par la proximité du Pacifique, les plus hauts sommets sont continuellement couverts de glaciers grâce aux énormes quantités de neige qui tombent chaque année. Les glaciers peuvent ainsi descendre jusqu'à des altitudes voisines de 1 250 m.

## Milieu naturel
Le parc national Olympique couvre trois écosystèmes différents,. Il possède plusieurs biotopes allant de la zone côtière et douce du Pacifique aux hautes montagnes. Ces différents biotopes permettent au parc de disposer d'une faune et d'une flore assez diversifiées. Selon l'Agence de protection de l'environnement des États-Unis, le parc national s'étend sur les écorégions de la « cordillère occidentale des montagnes boisées du Nord-Ouest » et de la « forêt maritime de la côte occidentale »,,. Selon le système de classement du WWF, la zone appartient aux écorégions Central Pacific coastal forests et Forêts de la chaîne des Cascades. La première se caractérise par un climat tempéré humide permettant aux forêts côtières d'être très productives en bois tandis que la seconde se caractérise par une région montagneuse couverte de conifères à la pousse plus lente,.
Avec le proche « Sanctuaire national marin de la côte Olympique » (Olympic Coast National Marine Sanctuary) dont la superficie avoisine les 8 550 km2, il forme un vaste écosystème marin et terrestre où de nombreuses espèces animales et végétales peuvent jouir d'une protection renforcée. La région accueille en particulier huit espèces endémiques végétales et seize animales, c'est-à-dire des espèces qui ne sont présentes à l'état naturel que dans cette région et nulle part ailleurs dans le monde.

### Flore
La région du parc abrite plus de 1 450 espèces de plantes vasculaires sans compter les centaines d'autres espèces dont des mousses (plantes non vasculaires), des champignons et des lichens. Parmi les principaux biotopes se trouvent la forêt côtière, la forêt de basse altitude, la forêt humide tempérée, la forêt d'altitude, la zone subalpine et la zone alpine.
Le climat de la forêt côtière se caractérise par des températures douces et des précipitations importantes. Les plantes présentes à proximité de l'océan doivent en outre être résistantes au sel amené par les vents marins. Les espèces principales de cette forêt sont l'Épicéa de Sitka (Picea sitchensis) qui peut atteindre 80 m et 500 ans, la Pruche de l'Ouest (Tsuga heterophylla), le Thuya géant de Californie (Thuja plicata), l’Aulne rouge (Alnus rubra) tandis que les arbustes se nomment Gaulthérie (Gaultheria shallon), Airelle (Vaccinium ovatum) et Ronce remarquable (Rubus spectabilis). Le sol accueille le Chèvrefeuille involucré (Lonicera involucrata), le Blechnum en épi (Blechnum spicant), le Polystic à épées (Polystichum munitum) et la malodorante Lysichite jaune (Lysichiton americanum).
Toujours bien servie en humidité et en douceur océanique, la forêt de basse altitude est de plus installée sur des sols de meilleure qualité qui permettent aux arbres de mieux se développer. En plus des arbres présents dans la forêt côtière se trouvent le Sapin de Douglas (Pseudotsuga menziesii), et le Sapin de Vancouver (Abies grandis). Le Sureau à grappes (Sambucus racemosa), le Vinettier nervuré (Berberis nervosa) font partie des arbustes de la zone. Au niveau du sol, les plantes se nomment Trientale boréale (Trientalis borealis), Trille (Trillium ovatum) et Linnée boréale (Linnaea borealis).

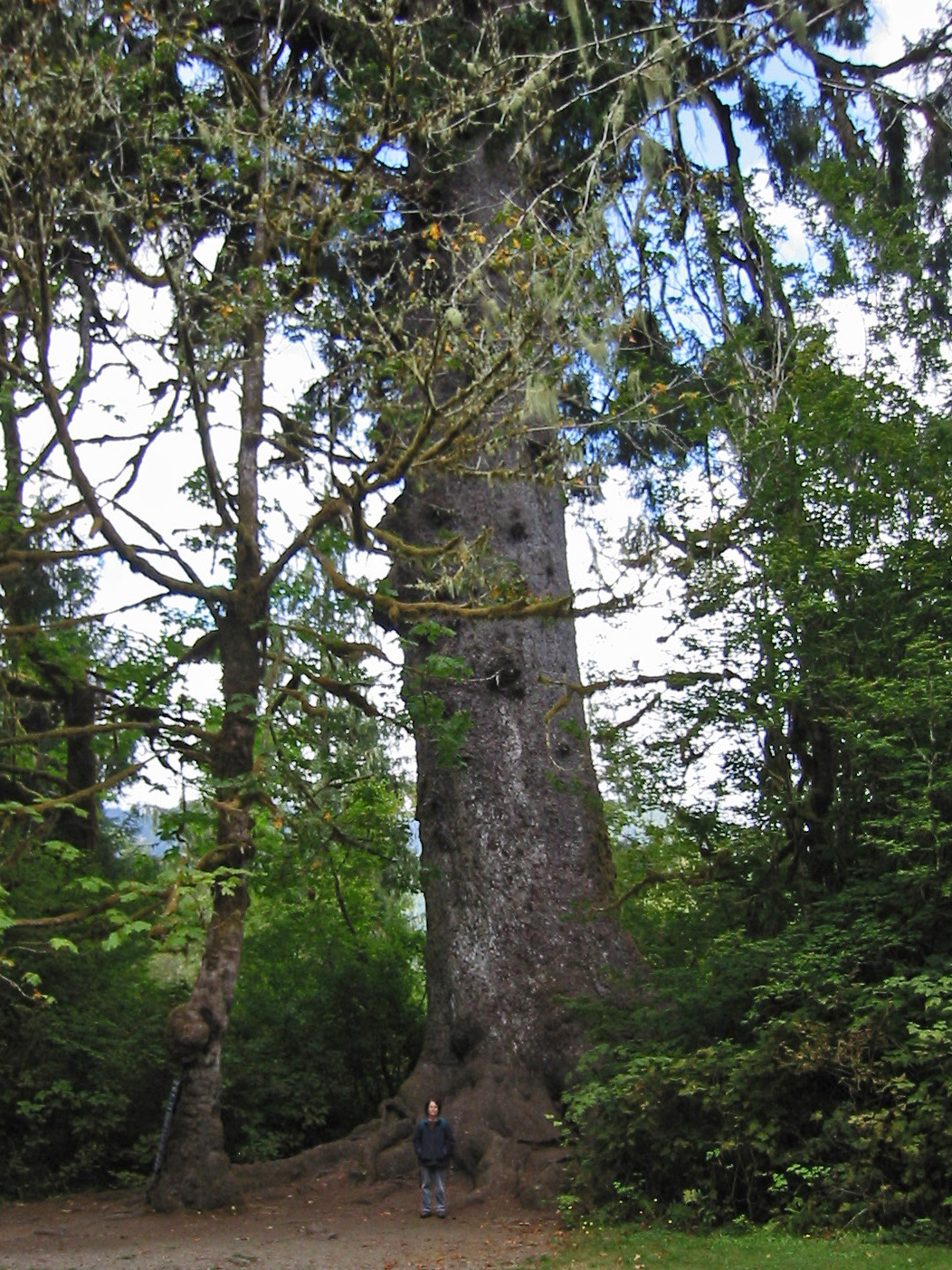
Épicéa de Sitka géant.
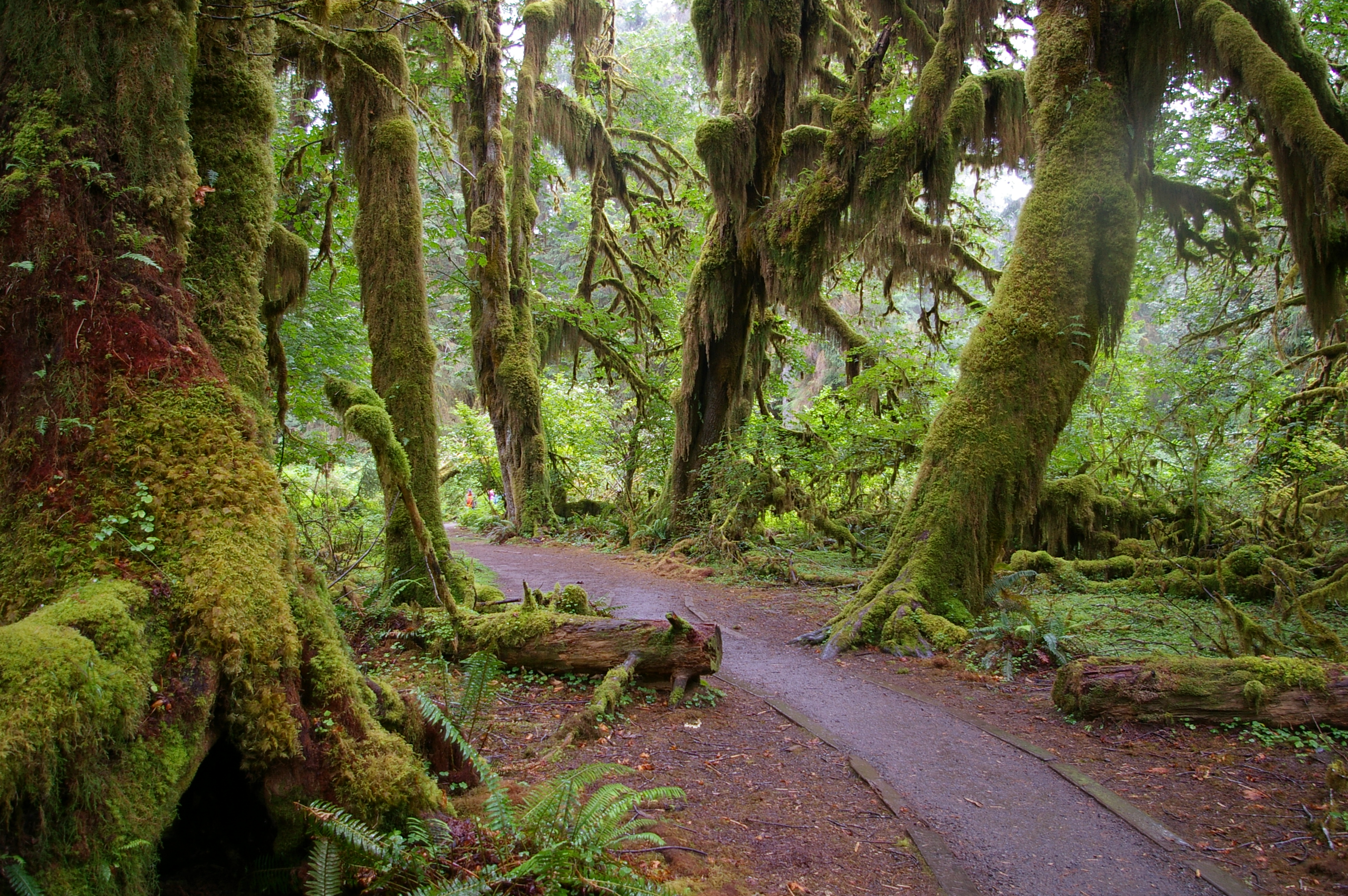
Plantes épiphytes de la forêt humide.
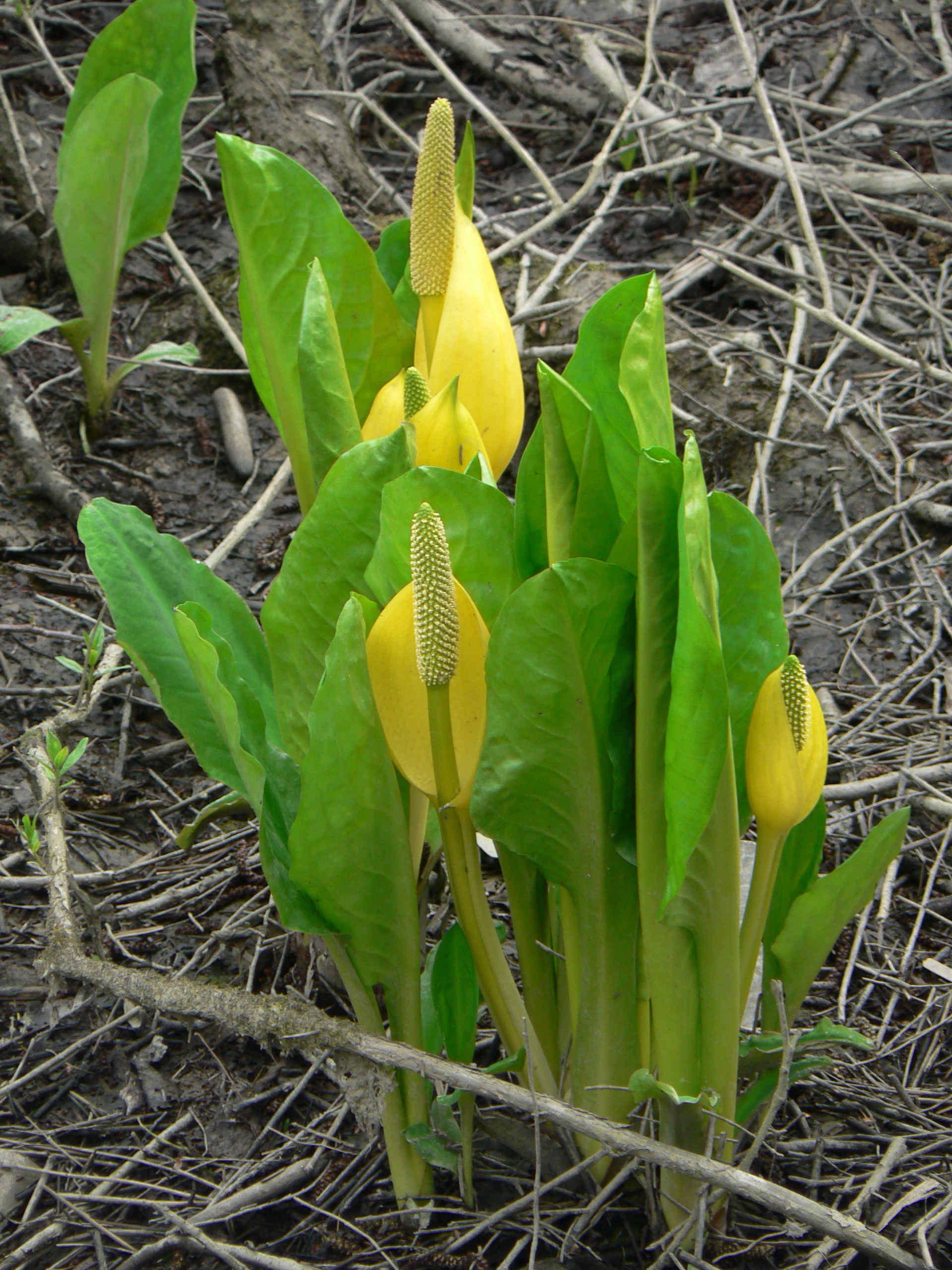
Lysichite jaune malodorante.

La rare forêt tempérée humide, comme la forêt humide de Hoh (du nom de la tribu Hoh), se caractérise par de nombreuses fougères et des mousses épiphytes qui profitent des branches des arbres. Les quantités de précipitations sont particulièrement importantes dans ces zones et les arbres atteignent des tailles importantes. Les arbres dominants sont l’Épicéa de Sitka (Picea sitchensis) et la Pruche de l'Ouest (Tsuga heterophylla) mais on y trouve aussi des feuillus comme l’Érable à grandes feuilles (Acer macrophyllum), l’Érable circiné (Acer circinatum), l’Aulne rouge (Alnus rubra) et le Peuplier baumier (Populus balsamifera). Parmi les plantes épiphytes se trouvent le Polypode réglisse (Polypodium glycyrrhiza) et la mousse Isothecium stoloniferum.
La forêt d’altitude s’étend à des hauteurs comprises entre 500  et   1 200 m. Le climat y est plus frais et le sol moins riche ce qui rend la croissance des arbres plus lente bien que ceux-ci atteignent encore des tailles importantes. Les arbres sont représentés par le Cyprès de Nootka (Chaemaecyparis nootkatensis), le Sapin de Douglas ( Pseudotsuga menziesii), le Sapin gracieux (Abies amabilis), la Pruche de l'Ouest (Tsuga heterophylla), le Thuya géant de Californie (Thuja plicata). Parmi les arbustes se trouve le Rhododendron de Californie (Rhododendron macrophyllum) tandis que les fleurs se nomment par exemple Corallorhize de l'Ouest (Corallorhiza mertensiana), Clintonie uniflore (Clintonia uniflora) et Barbe de bouc (Aruncus dioicus).

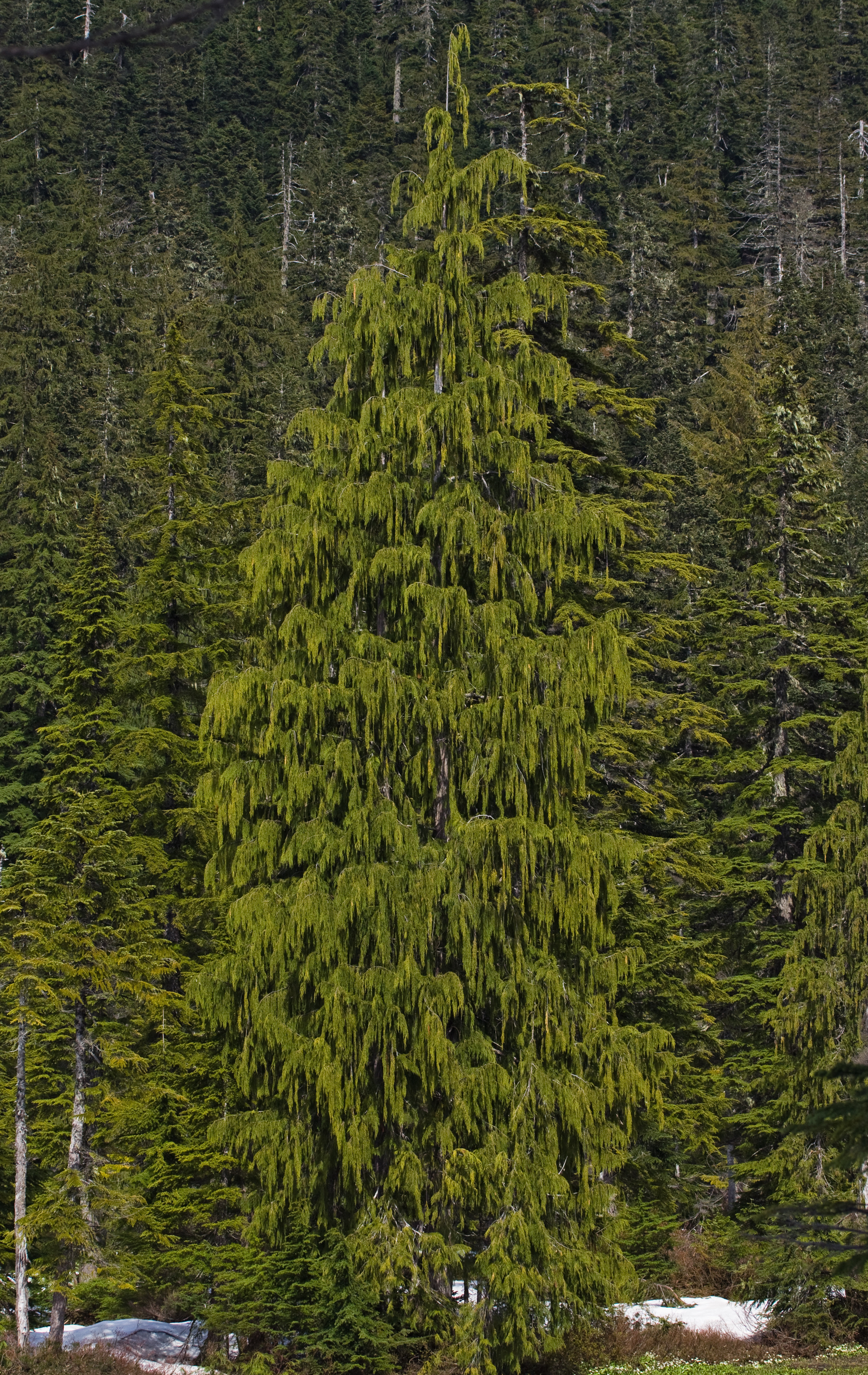
Cyprès de Nootka.
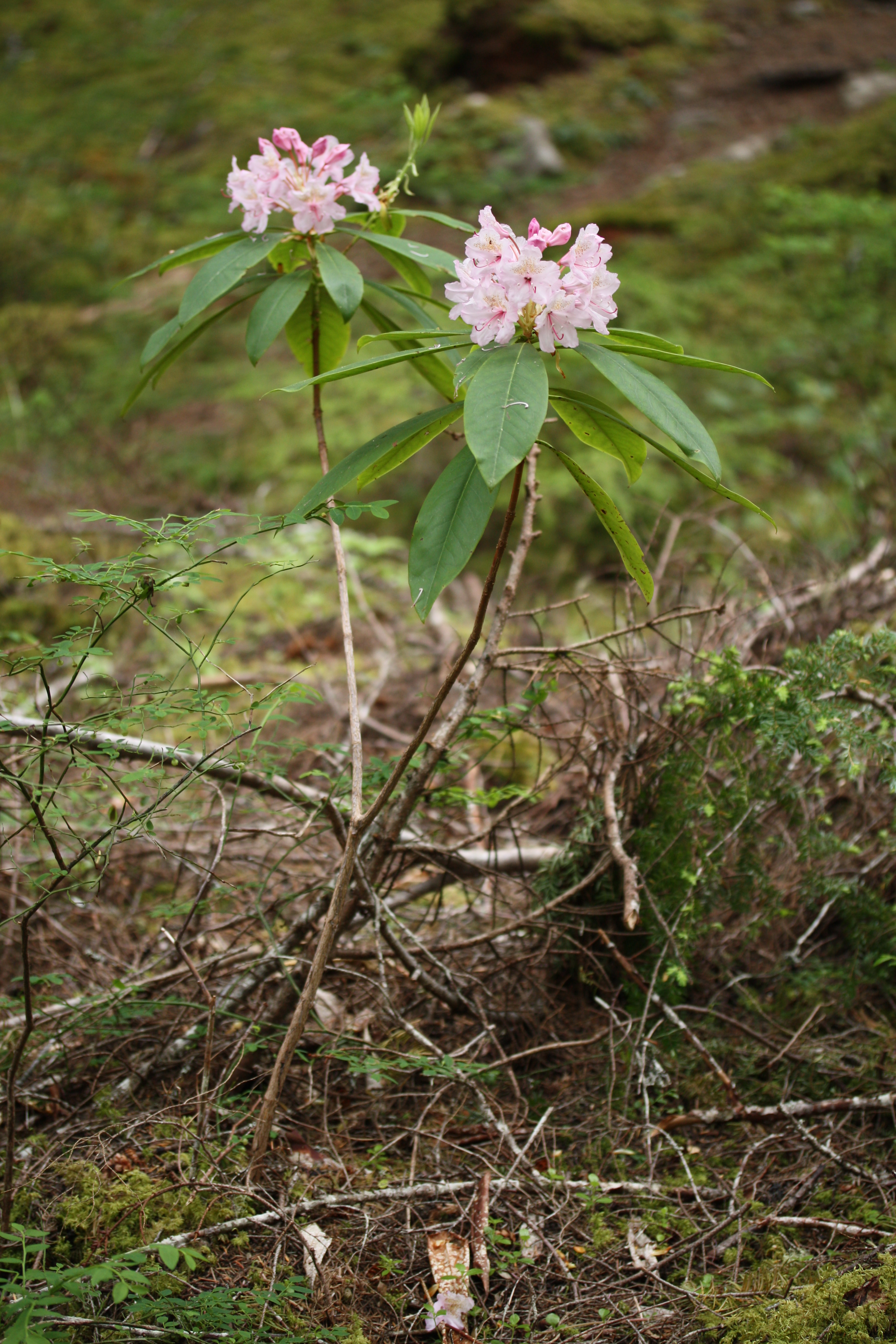
Rhododendron de Californie.
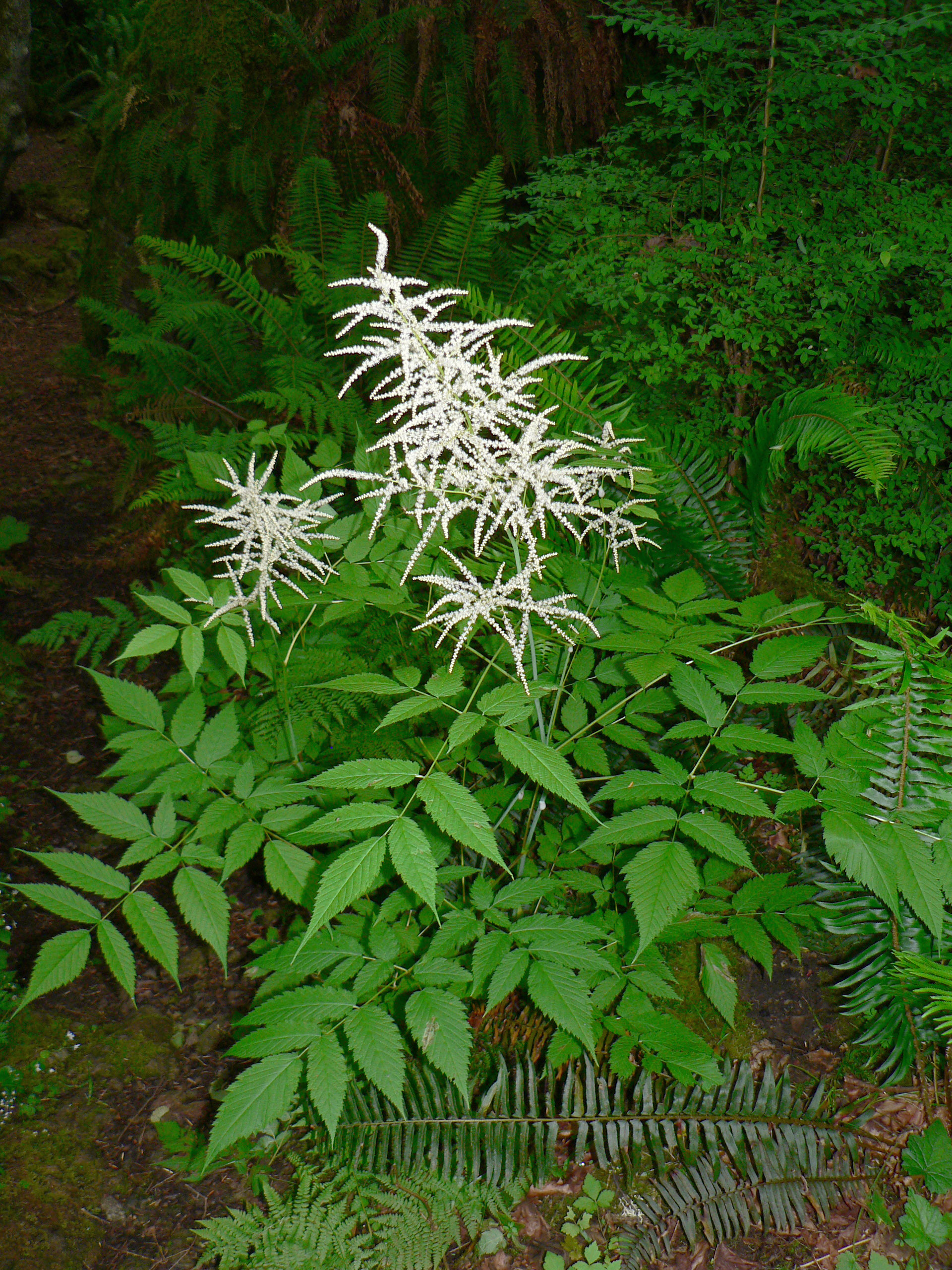
Barbe de bouc.

Entre 120  et   1 800 m environ pousse la forêt subalpine. La zone est fortement influencée par le froid et les précipitations neigeuses tandis qu’en été le climat y est plus sec. Plus l’altitude augmente, plus la densité d’arbres et la taille des arbres diminuent. On y trouve le Cyprès de Nootka (Chaemaecyparis nootkatensis), le Sapin de Douglas (Pseudotsuga menziesii), la Pruche subalpine (Tsuga mertensiana), le Sapin gracieux (Abies amabilis), l’Aulne de Sitka (Alnus viridis), le Sapin subalpin (Abies lasiocarpa), le Genévrier commun (Juniperus communis) et l'Azalée blanche (Rhododendron albiflorum). Les plantes subalpines se nomment Lys des avalanches (Erythronium montanum), Herbe d'ours (Xerophyllum tenax) et Phyllodoce à feuilles de camarine (Phyllodoce empetriformis).

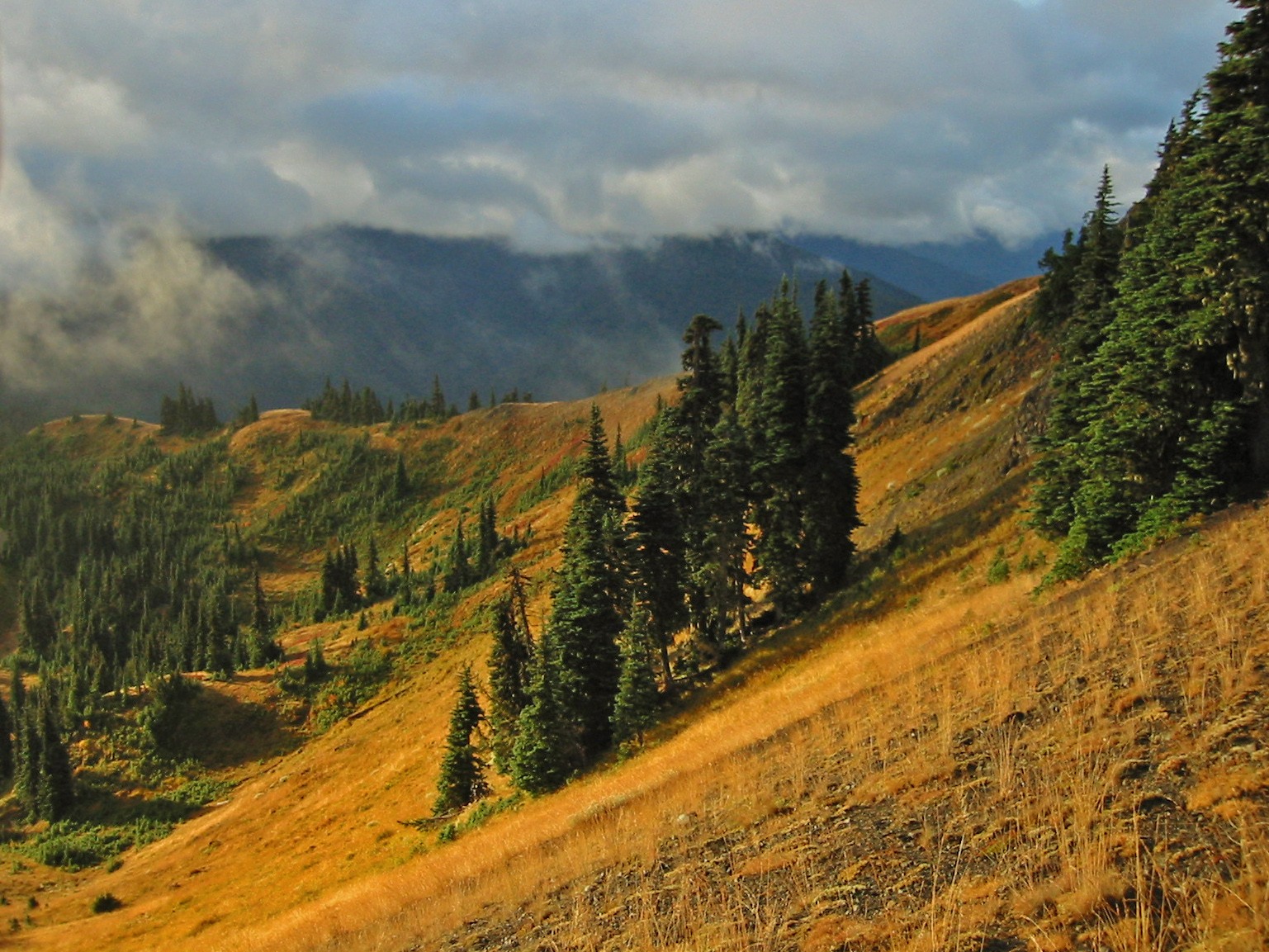
Sapin subalpin.
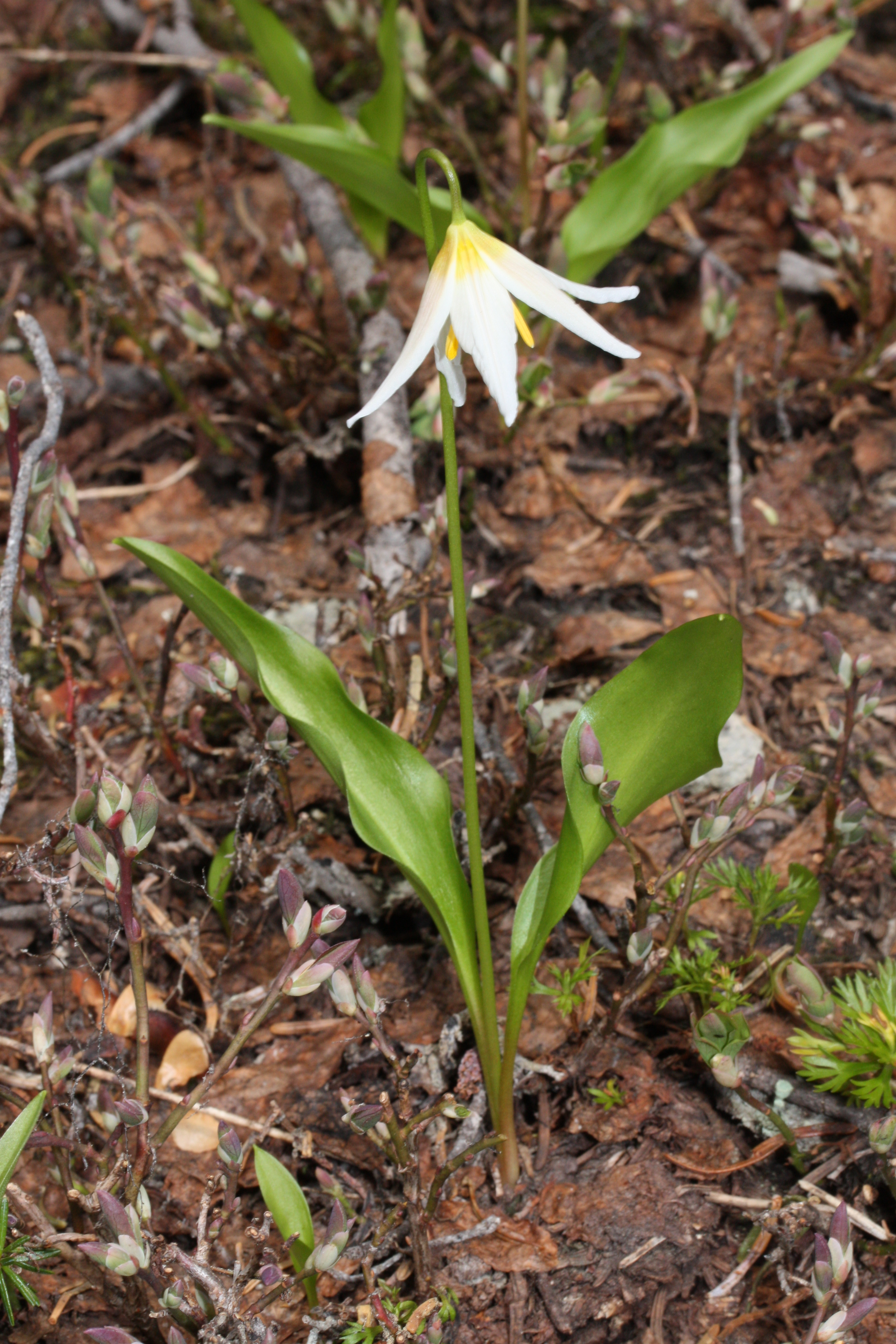
Lys des avalanches.
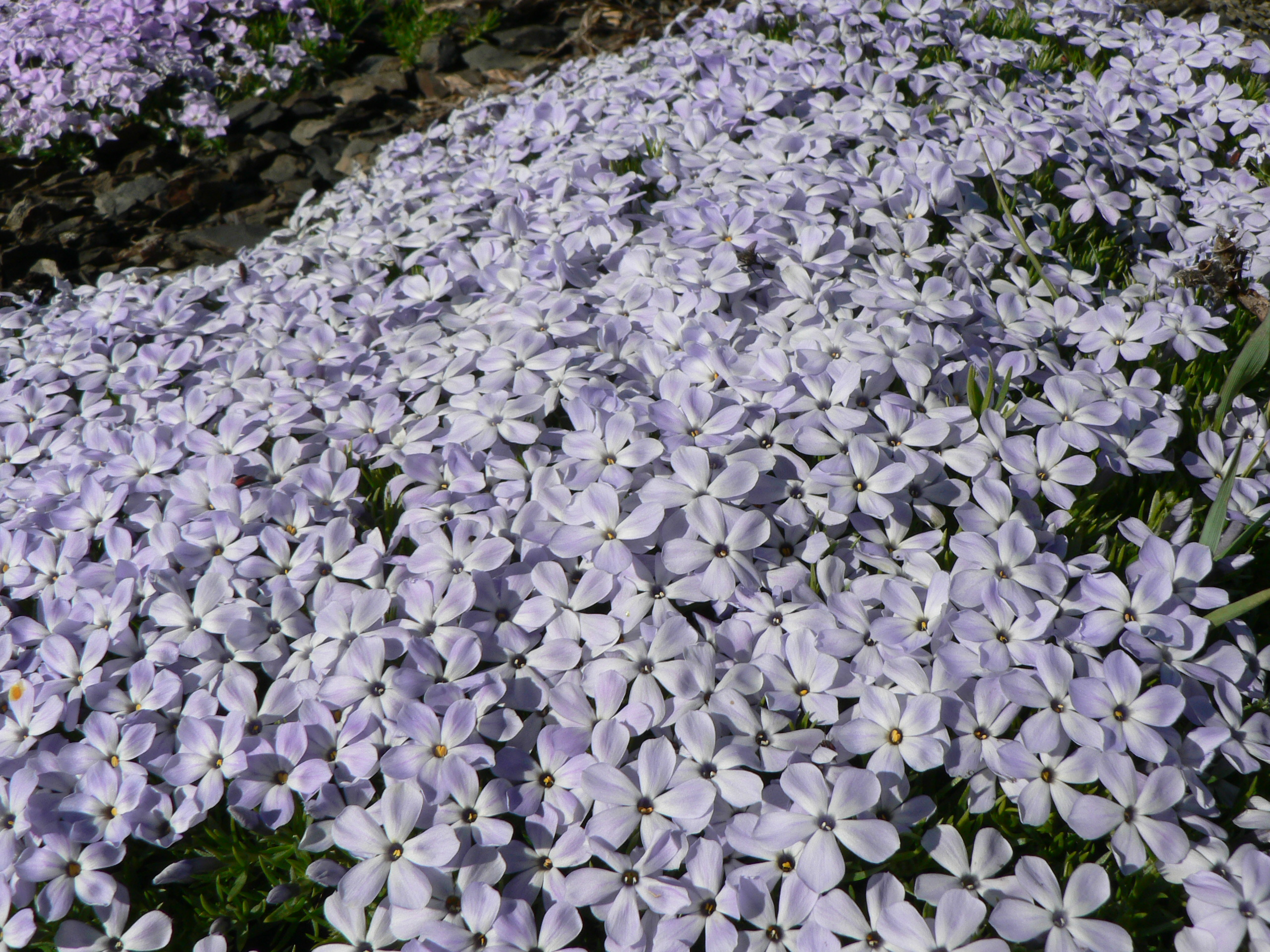
Phlox diffuse.

Finalement, la zone alpine, composée de nombreuses zones rocheuses, débute au-delà de la limite des arbres jusqu'aux sommets des montagnes. La neige et le froid à ces altitudes empêchent la pousse des arbres. Seules quelques plantes de petites tailles peuvent se développer durant la courte période estivale dans ces zones rocheuses au sol pauvre. Parmi ces plantes se trouvent la Violette de Flett (Viola flettii), l’Ail crénelé (Allium crenulatum) et la Phlox diffuse (Phlox diffusa).

### Faune
On dénombre environ une soixantaine d'espèces de mammifères terrestres dans le parc. Les grands herbivores sont représentés par le Wapiti de Roosevelt (Cervus elaphus roosevelti), le Cerf hémione (Odocoileus hemionus) et la Chèvre des montagnes Rocheuses (Oreamnos americanus). Les grands prédateurs sont l'Ours noir (Ursus americanus), le Puma (Puma concolor), le Lynx (Lynx rufus), le Renard roux (Vulpes fulva) et le Coyote (Canis latrans). Les petits mammifères sont représentés par l'Écureuil volant (Glaucomys sabrinus), le Porc-épic d’Amérique (Erethizon dorsatum), le Raton laveur (Procyon lotor), la Loutre de rivière (Lutra canadensis) et le Castor de montagne (Aplodontia rufa). Une dizaine d'espèces de chauves-souris sont recensées dont la Petite chauve-souris brune (Myotis lucifugus), la Chauve-souris cendrée (Lasiurus cinereus) et la Chauve-souris de Yuma (Myotis yumanensis). Parmi les mammifères endémiques se trouvent la Scapanus townsendii olympicus (Snow mole en anglais, littéralement « Taupe de neige »), Tamias amoenus caurinus (Olympic chipmunk en anglais, littéralement « Tamia amène Olympique »), et Marmota olympus (Olympic marmot en anglais, littéralement « Marmotte Olympique »).

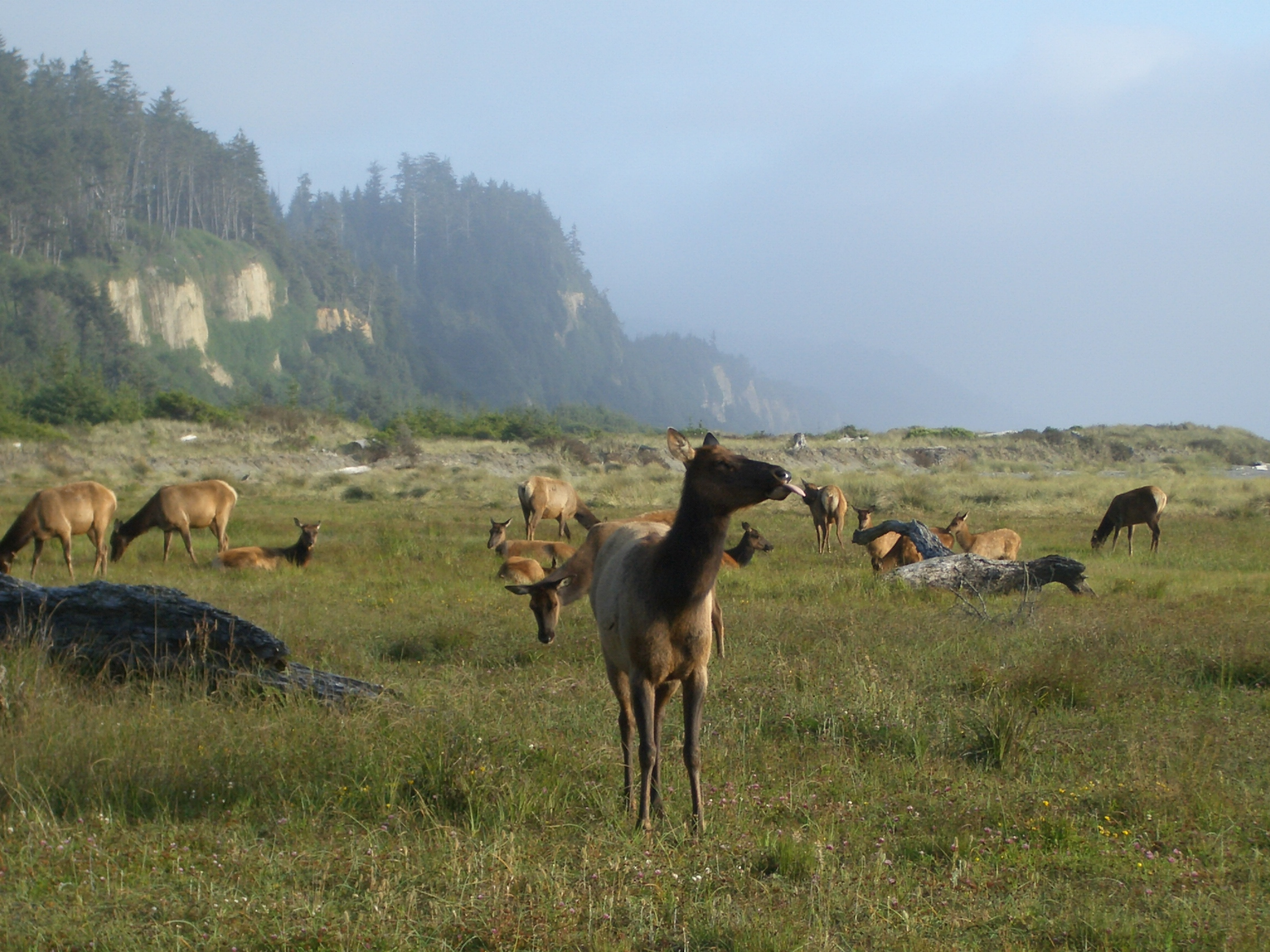
Wapiti de Roosevelt.
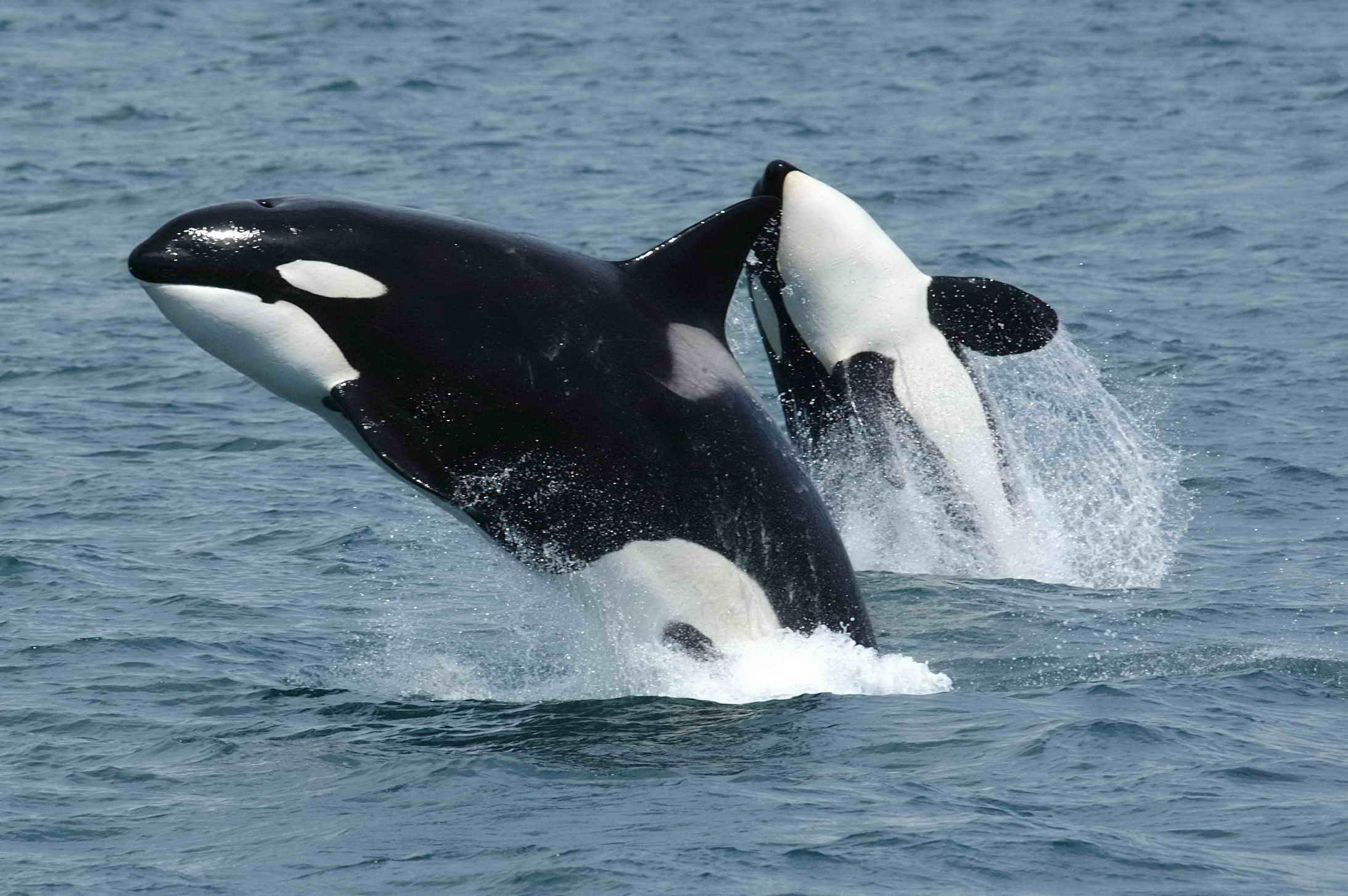
Orque.
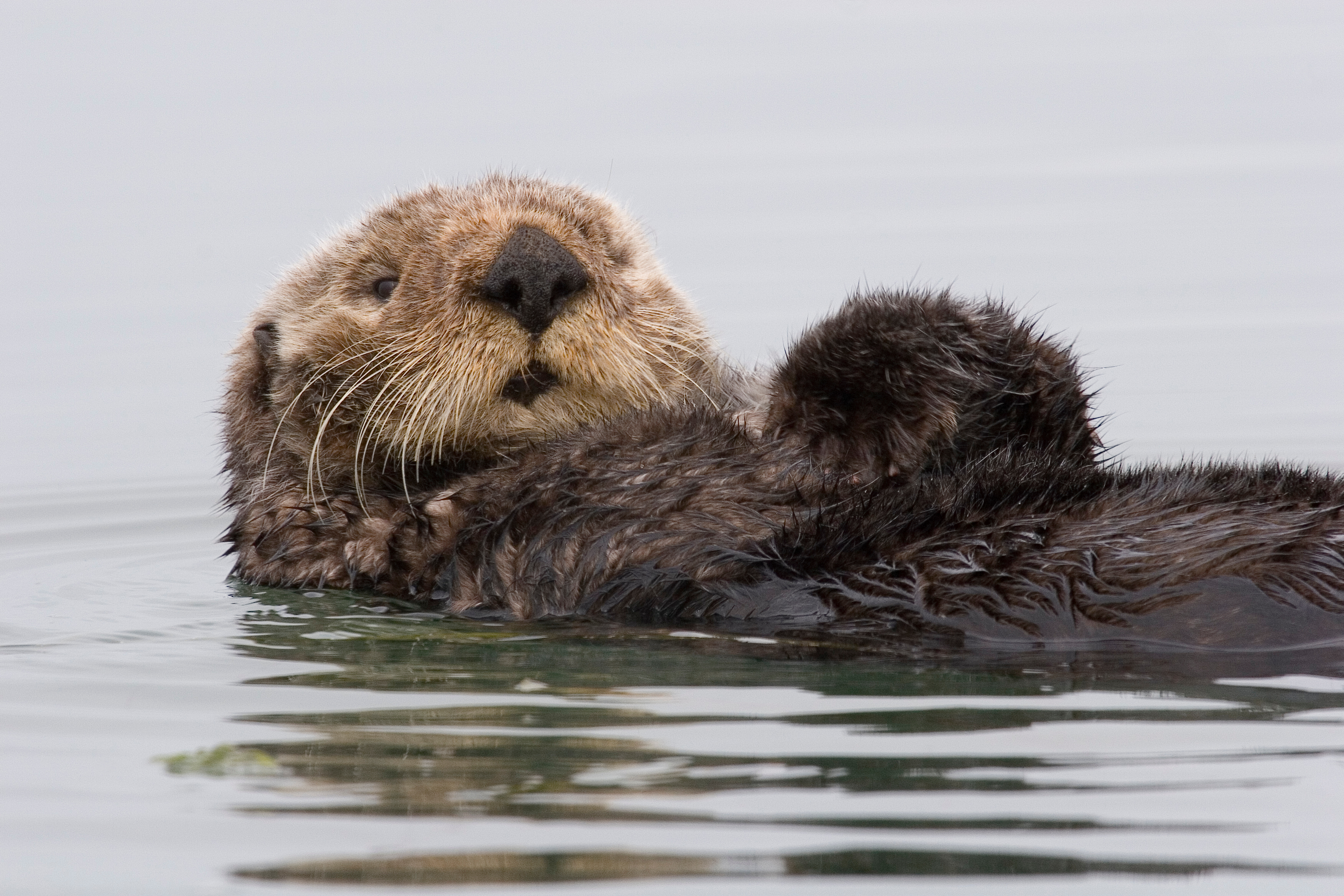
Loutre de mer.

La zone côtière du parc se compose de plages de sables ou de rochers et est reliée à un important sanctuaire marin. Dans ses eaux riches en nutriments vivent 29 mammifères marins parfois visibles des plages du parc dont la Loutre de mer (Enhydra lutris), le Phoque commun (Phoca vitulina), la Baleine grise (Eschrichtius robustus), l'Orque (Orcinus orca), le Marsouin commun (Phocoena phocoena) et le Dauphin à flancs blancs du Pacifique (Lagenorhynchus obliquidens).
Le parc accueille près de 300 espèces d'oiseaux adaptées pour les zones côtières et les zones boisées ou montagneuses. Parmi ces espèces se trouvent le Tétras fuligineux (Dendragapus fuliginosus), le Pigeon à queue barrée (Patagioenas fasciata), le Martinet de Vaux (Chaetura vauxi), le Colibri roux (Selasphorus rufus), le Moucherolle côtier (Empidonax difficilis), le Mésangeai du Canada (Perisoreus canadensis), la Mésange à dos marron (Poecile rufescens), le Troglodyte mignon (Troglodytes troglodytes), le Roitelet à couronne dorée (Regulus satrapa), la Grive solitaire (Catharus guttatus), le Merle d'Amérique (Turdus migratorius), le Pipit d'Amérique (Anthus rubescens), le Junco ardoisé (Junco hyemalis), le Bec-croisé des sapins (Loxia curvirostra), le Gros-bec errant (Coccothraustes vespertinus) et l'Autour des palombes (Accipiter gentiles). Parmi les espèces menacées d'oiseaux se trouvent la Chouette tachetée du Nord (Strix occidentalis caurina) et le Guillemot marbré (Brachyramphus marmoratus).

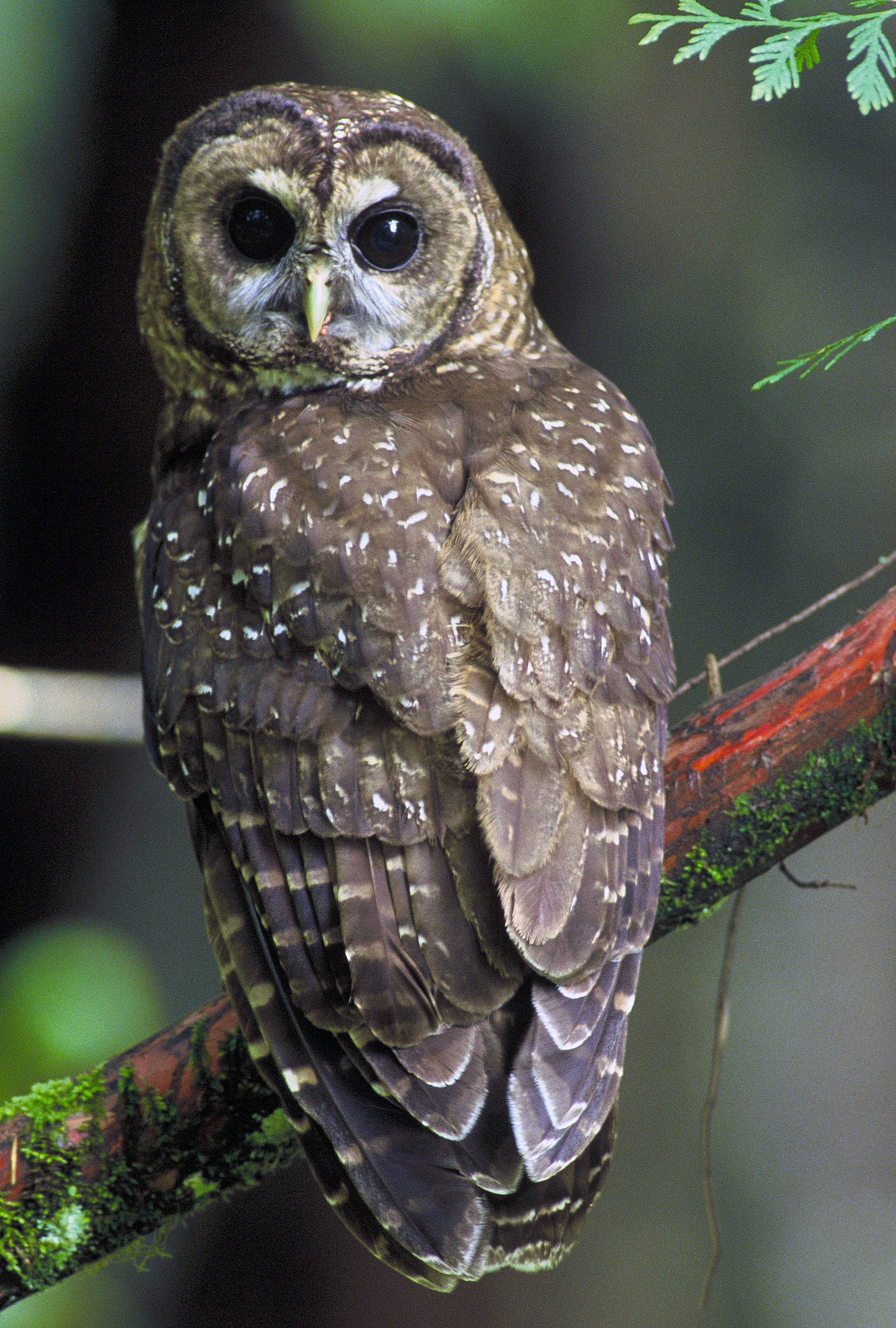
Chouette tachetée du Nord.
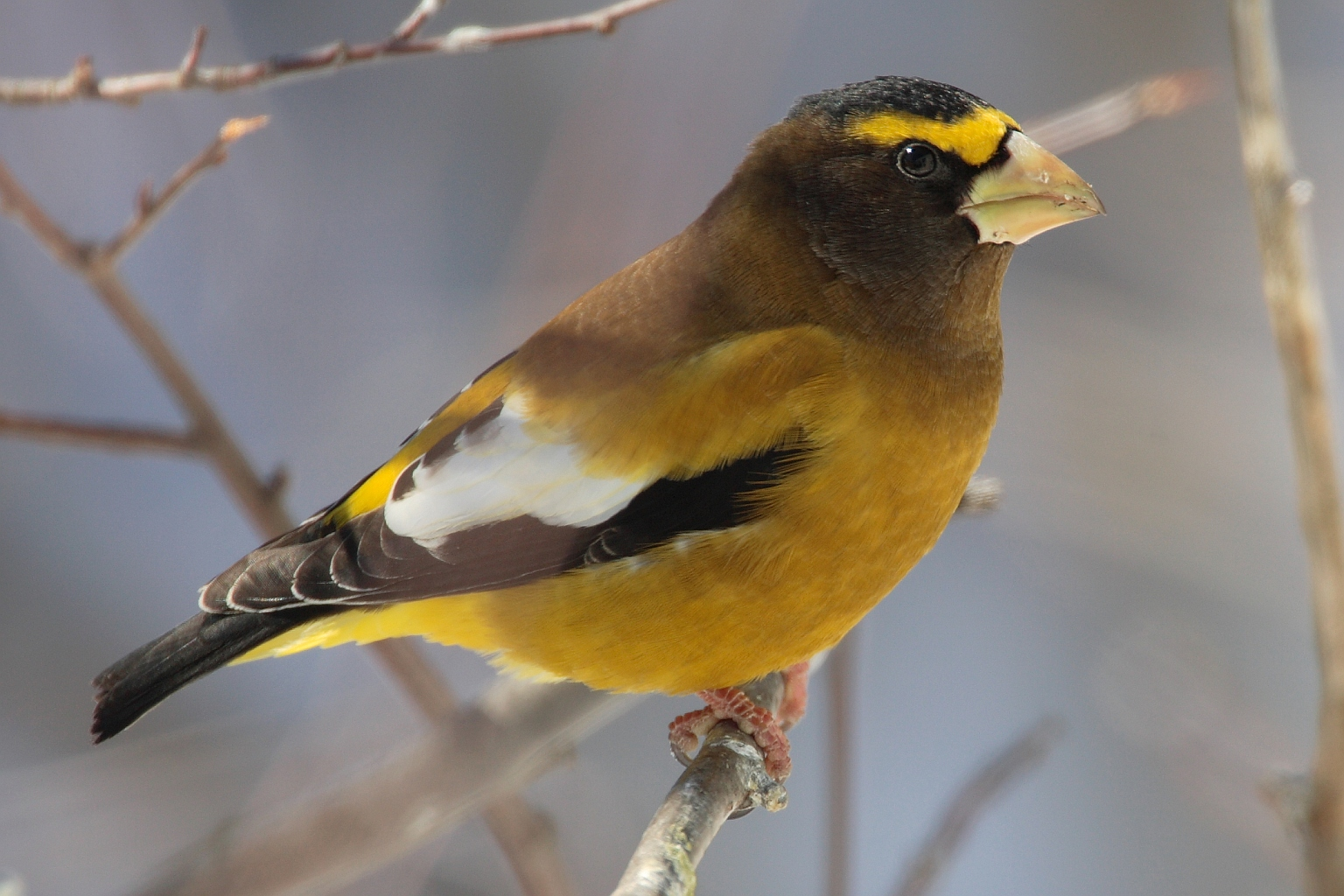
Gros-bec errant.
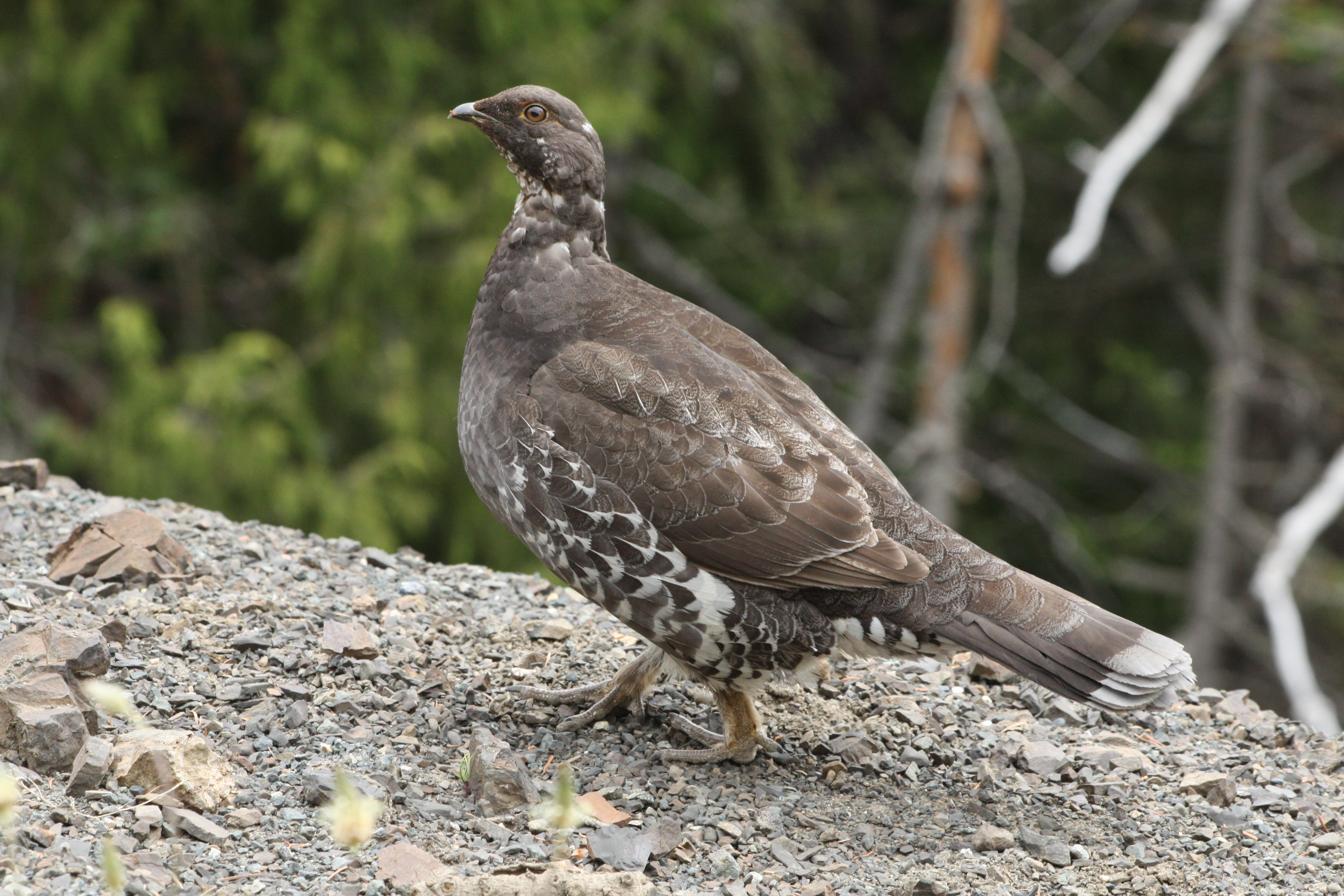
Tétras fuligineux.

L'ambiance humide dans le parc favorise la présence de nombreux amphibiens. Treize espèces d'amphibiens vivent ainsi aussi bien dans les zones de plaine que dans les zones montagneuses. En déclin au niveau mondial à cause de leur forte sensibilité aux pollutions, leurs populations sont assez stables dans le parc. Les espèces présentes sont la Salamandre Foncée (Ambystoma gracile), la Salamandre à longs doigts (Ambystoma macrodactylum), la Salamandre géante de Cope (Dicamptodon copei), le Triton rugueux (Taricha granulosa), l'Ensatine de l'Oregon (Ensatina eschscholtzi), la Salamandre à dos rouge de l'Ouest (Plethodon vehiculum), la Salamandre de Van Dyke (Phethodon vandykei), le Crapaud boréal (Bufo boreas), la Grenouille-à-Queue côtière (Ascaphus truei), la Grenouille à pattes rouges (Rana aurora), la Rainette du Pacifique (Pseudacris regilla) et la Grenouille des Cascades (Rana cascadae). Rhyacotriton olympicus (Olympic torrent salamander en anglais, littéralement « Salamandre de torrent Olympique ») est la seule espèce endémique de batracien.
Les conditions climatiques fraîches et humides ne sont par contre pas aussi favorables pour les reptiles dont les seuls représentants sont le Lézard alligator (Elgaria coerulea), le Boa caoutchouc (Charina bottae), la Couleuvre rayée (Thamnophis sirtalis) et la Couleuvre du Nord-Ouest (Thamnophis ordinoides). Aucun de ces serpents n'est venimeux.

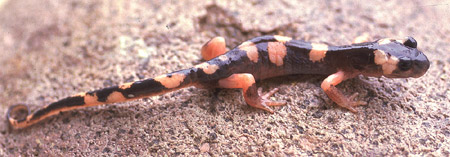
Ensatine de l'Oregon.
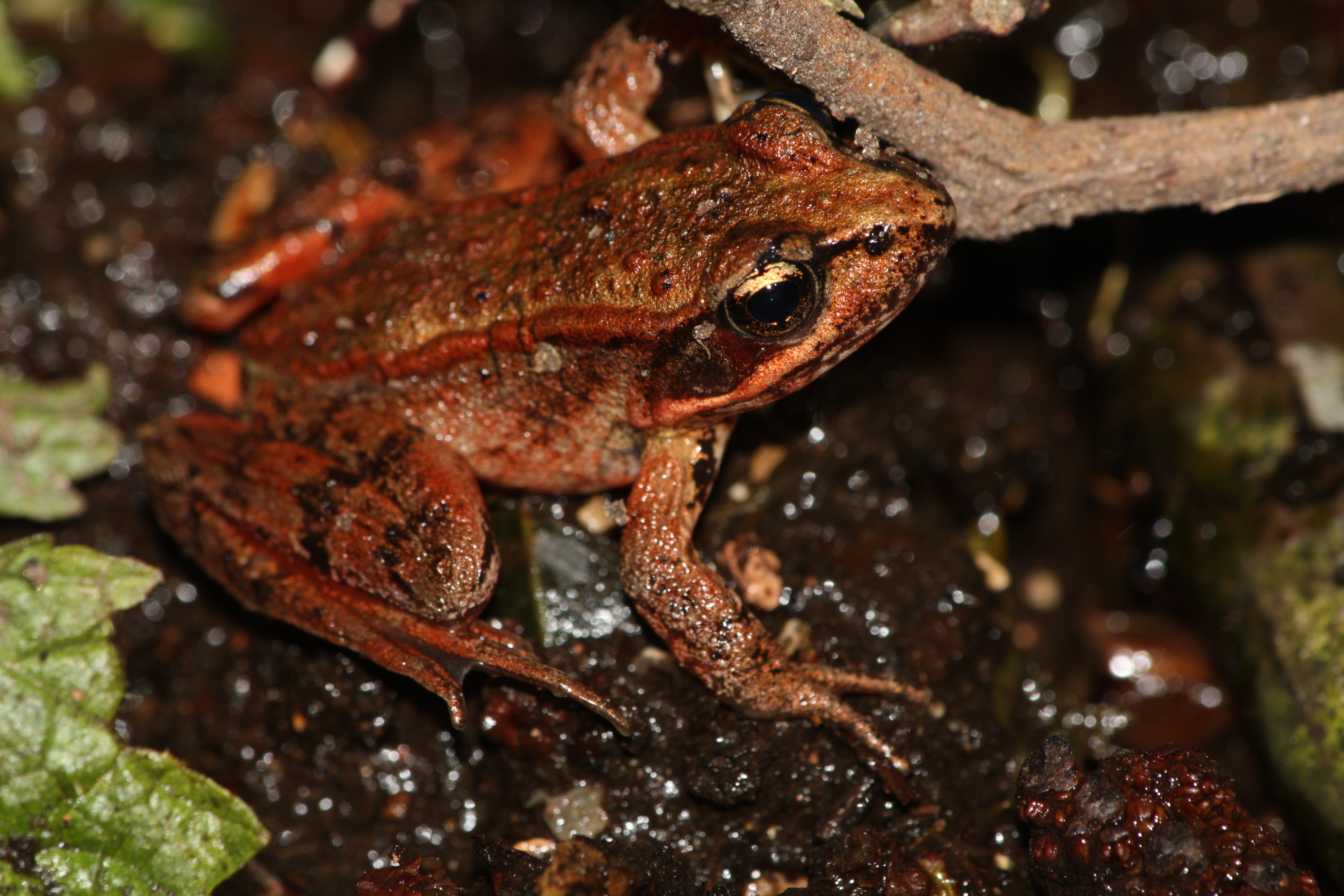
Grenouille à pattes rouges.
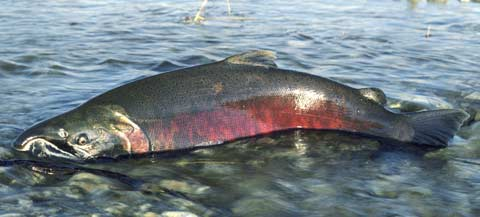
Saumon coho.

Grâce à ses nombreux cours d'eau et lacs, le parc est riche de 37 espèces de poissons. Les cinq espèces de saumons du Pacifique que sont le Saumon rose (Oncorhynchus gorbuscha), le Saumon kéta (Oncorhynchus keta), le Saumon coho (Oncorhynchus kisutch), le Saumon rouge (Oncorhynchus nerka) et le Saumon royal (Oncorhynchus tshawytscha) sont présentes dans le parc tout comme l'Omble à tête plate (Salvelinus confluentus) et la Truite arc-en-ciel (Oncorhynchus mykiss). Ce sont des espèces anadromes, ce qui signifie qu'elles vivent dans l'océan mais viennent se reproduire en eau douce dans le parc. Elles constituent une part importante de l'alimentation de nombreux animaux tels que les ours, les loutres ou les rapaces. Novumbra hubbsi (Olympic mudminnow en anglais, littéralement « Poisson chien Olympique ») est la seule espèce de poisson endémique au parc.

## Histoire

### Amérindiens

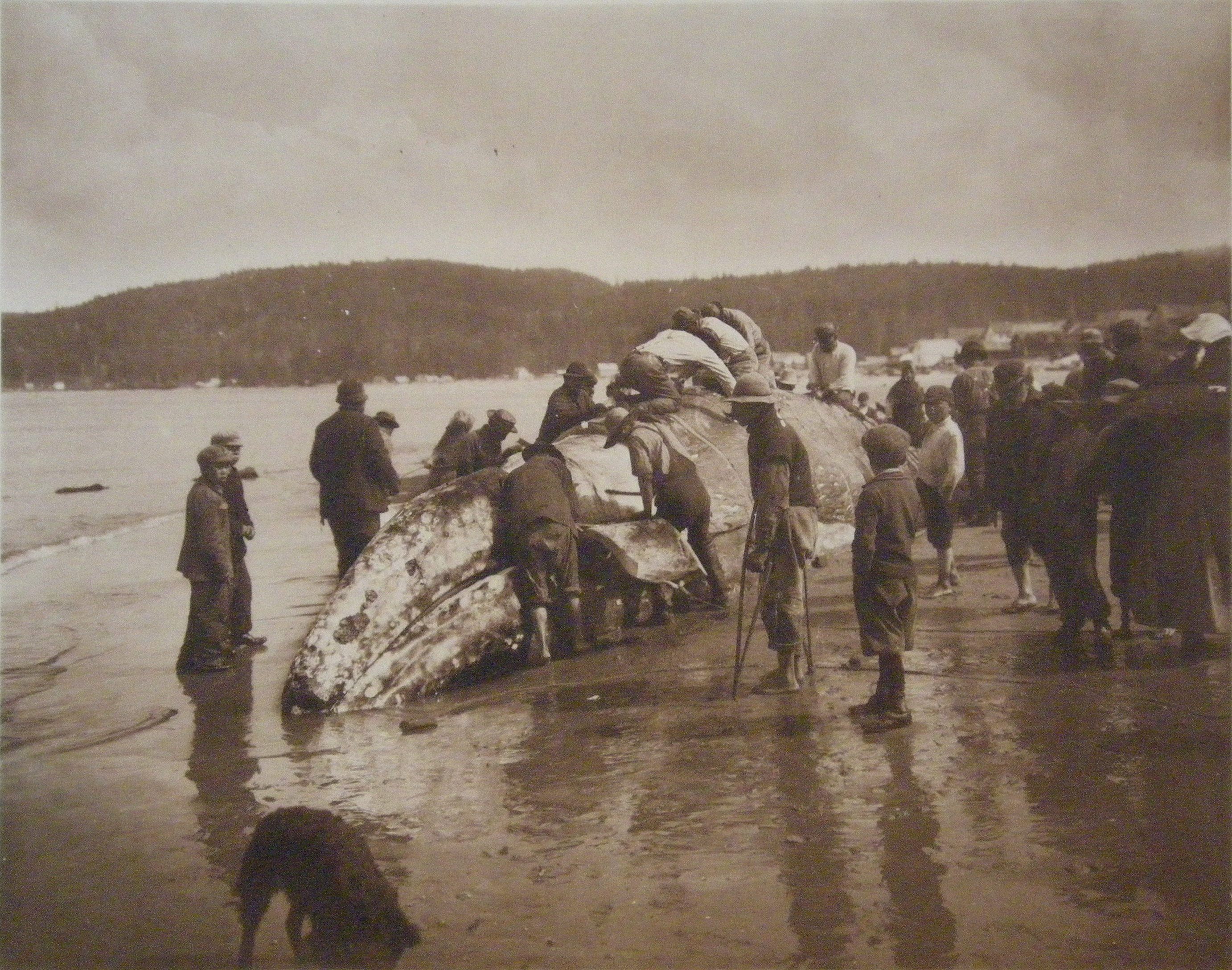
Membres de la tribu Makah procédant à la découpe d’une baleine (1910).

Il y a environ 12 000 ans, la dernière glaciation s'achève dans la région. Les glaciers se retirent sur les sommets des montagnes et laissent libres les zones de basses altitudes. Au début, la forêt n'est pas encore très dense mais des bisons, des cerfs, des loups et des mastodontes vivent sur ces terres. C'est à cette époque que remontent les premières traces humaines dans la région. Les archéologues ont ainsi découvert un morceau d'une pointe de lance planté dans le squelette d'un mastodonte. Cela indique que les premiers Hommes sont des chasseurs. D'autres découvertes, dont des outils en pierre, indiquent qu'ils pratiquent ensuite également la cueillette de fruits sauvages dans toute la péninsule jusque dans les montagnes,.
Les chasseurs utilisent longtemps des lances pour chasser. Ce n'est qu'il y a 2 000 ans qu'ils commencent à utiliser l'arc à flèches. Il y a 1 000 ans, ils améliorent la qualité des pointes de leurs projectiles ce qui modifie radicalement leur façon de se nourrir. Les nouvelles armes sont plus fines et permettent de trouver de nouvelles sources d'alimentation. La source principale de nourriture provient alors de la pêche. L'utilisation du bois prend aussi de l'importance dans la vie des tribus. Les Amérindiens bâtissent ainsi des maisons longues grâce aux troncs du thuya géant de Californie. Les plus vieux vestiges de ces maisons en bois longues de plus de 20 m ont environ 800 ans. Avec ces arbres, ils construisent également des canoës pour chasser en mer et des boîtes de rangement. Les tribus se répartissent en différents villages éparpillés à travers toute la région.
Ce type de vie se poursuit toujours lorsque les premiers Européens arrivent dans la région il y a un peu plus de 200 ans. À cette époque, la zone du parc est habitée par huit tribus amérindiennes : Hoh, Klallam de Jamestown, Klallam de l'Elwha, Klallam de Port Gamble, Makah, Quileute, Quinault et Skokomish,. Les Européens, à leur arrivée dans la région, sont porteurs de différentes maladies contagieuses comme la variole qui affectent de nombreux Amérindiens non immunisés contre ces maladies. Les Européens commencent aussi à chasser et à pêcher en entrant en concurrence avec les Amérindiens. Ils commencent aussi l'exploitation forestière. Tous ces changements ont un impact important sur la vie des Amérindiens.
Alors que les Européens commencent à s'installer dans la région, différents traités sont signés avec les différentes tribus locales à partir de la seconde moitié des années 1850. Les nouveaux arrivants accaparent la majorité des terres mais laissent aux tribus quatre réserves (Makah, Quillayute, Hoh et Quinault) où ces derniers peuvent continuer à perpétuer leurs coutumes. La tribu Makah garde ainsi encore le droit de pratiquer la pêche à la baleine, d'autres tribus perpétuent des cérémonies à l'arrivée annuelle du premier saumon dans les rivières. Les services du parc collaborent avec ces tribus en vue de préserver les richesses naturelles et culturelles qui entourent ces tribus,.

### Européens

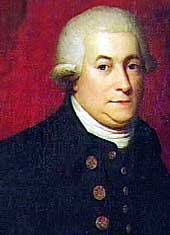
Portrait de George Vancouver, un des nombreux explorateurs à être passé dans la région avant que ne commence la colonisation européenne.

Les premiers explorateurs se contentent en général de rester sur leurs embarcations et n'entrent jamais trop à l'intérieur des terres. Juan de Fuca, un navigateur grec servant sous la bannière espagnole, est le premier explorateur européen à passer dans la région. Il explore la côte et découvre en 1592 le proche détroit de Juan de Fuca nommé en son hommage, près de deux siècles plus tard, par Charles William Barkley, un capitaine de navire et commerçant de fourrures. L'explorateur espagnol Juan Pérez Hernández longe les côtes en 1774. Le capitaine James Cook arpente les côtes en espérant découvrir le passage du Nord-Ouest en 1778. Le capitaine Charles Barkley le suit en 1787. En 1788, le capitaine John Meares explore la région et nomme le Mount Olympus. En 1792, le capitaine George Vancouver explore le Puget Sound et y aperçoit un volcan qu'il nomme mont Rainier,.
Mis à part quelques trappeurs travaillant pour la Compagnie de la Baie d'Hudson, l'intérieur des terres de la péninsule reste longtemps inexploré mais la région aiguise l'appétit des Américains et des Britanniques. Vers 1845 de nombreux colons américains empruntent la piste de l'Oregon en vue de s'installer dans la région de Washington (nommée Oregon Country à l’époque). Les Anglais et les Américains signent en 1846 le Traité de l'Oregon qui fixe la frontière actuelle entre le Canada et les États-Unis dans la région. Cette frontière passe juste au nord du parc au niveau du détroit de Juan de Fuca. Les années suivantes, les colons affluent de plus en plus et des localités aujourd'hui importantes comme Seattle ou Olympia voient le jour à proximité du parc.
Lorsque les premiers Européens arrivent, ils s'installent d'abord le long des côtes. Certains désirent construire des fermes dans les terres mais le défrichage demande beaucoup d'efforts en raison de la présence de nombreux arbres imposants. Durant les années 1890, la région connaît également une ruée vers l'or qui attire des prospecteurs, mais ces derniers rentrent bredouilles,.
Les premières explorations conséquentes à l'intérieur des terres ont seulement lieu à partir de la toute fin du XIXe siècle. Ces explorations durent plusieurs mois alors qu'aujourd'hui le même trajet ne prend que quelques heures grâce aux routes. Les paysages découverts lors de ces explorations donnent déjà aux participants des idées de création de parc national alors que le Yellowstone vient à peine d'être créé,.
L'idée de protéger les forêts locales prend forme également durant ces années en vue d'empêcher que toute cette richesse naturelle ne soit détruite rapidement pour cause de mauvaise gestion des coupes. Le président américain Grover Cleveland signe la loi de création d'une réserve forestière (Olympic Forest Reserve) en 1897. La protection ne s'applique malheureusement pas aux animaux qui peuplent les forêts et les populations de wapitis se réduisent considérablement. Le 2 mars 1909, le Président Theodore Roosevelt transforme une partie de la réserve forestière en monument national américain (Mount Olympus National Monument),. Des cris de protestations se font entendre dans le camp des exploitants forestiers et la taille du monument est finalement réduite de moitié les années qui suivent. Les habitants qui vivent dans ces zones nouvellement protégées migrent vers d'autres régions et peu de vestiges de leur présence sont encore présents.
À la suite d'une visite dans la région, le président Franklin Delano Roosevelt appuie la demande de création d'un parc national américain en lieu et place du monument national le 29 juin 1938 ce qui permet d'augmenter encore le niveau de protection de la zone et notamment de mieux protéger les troupeaux de wapitis. En 1953, une bande côtière restée sauvage est ajoutée au parc national. En 1976, le parc obtient de l'UNESCO le titre de réserve mondiale de la biosphère et en 1981 il est promu en tant que patrimoine mondial de l'humanité,. En 1988, la protection de 95 % du parc national est renforcée grâce à l'obtention du statut d'aire sauvage Olympique (Olympic Wilderness),.

## Gestion et administration

Logo du National Park Service.

Le parc national est géré par le National Park Service, qui dépend du Département de l'Intérieur américain. Ce service national dispose d'un budget annuel total de 2,924 milliards de dollars (2009) et doit gérer au niveau national plusieurs zones protégées, dont la superficie totale avoisine les 340 000 km2.
En 2005, le parc national emploie près de 130 employés sans compter les emplois saisonniers alors que son budget annuel dépasse dix millions de dollars. Ce budget sert essentiellement à payer le personnel présent dans le parc et à rénover ou améliorer des routes ou certains bâtiments. Le personnel s'occupe d'accueillir et d'informer les visiteurs du parc. Il lutte également contre la prolifération d'espèces invasives et suit de très près l'évolution des populations d'espèces menacées. Les infrastructures et les bâtiments historiques sont entretenus et restaurés.
Le rôle du service national des parcs est de préserver et de protéger les ressources naturelles et culturelles. Le Congrès des États-Unis lui conféra le titre d'agence fédérale lors de la ratification du National Park Service Organic Act le 25 août 1916. Selon cette loi, la mission du service est de promouvoir et de réguler l'utilisation des parcs nationaux en protégeant les paysages, la vie sauvage et les sites historiques en vue de les laisser intacts pour les générations futures. La chasse, l'exploitation forestière ainsi que la collecte de ressources naturelles et culturelles sont illégales à l'intérieur du parc. La prospection et l'exploitation de pétrole ou de gaz sont également interdites.

## Tourisme
Le parc, reconnu pour sa côte sauvage, ses forêts luxuriantes et ses paysages montagneux, attirent près de trois millions de touristes chaque année grâce à la proximité de grandes métropoles comme Seattle. Il s'agit ainsi du parc national le plus visité de l'État de Washington bien devant les parcs nationaux du mont Rainier et des North Cascades.

### Accessibilité

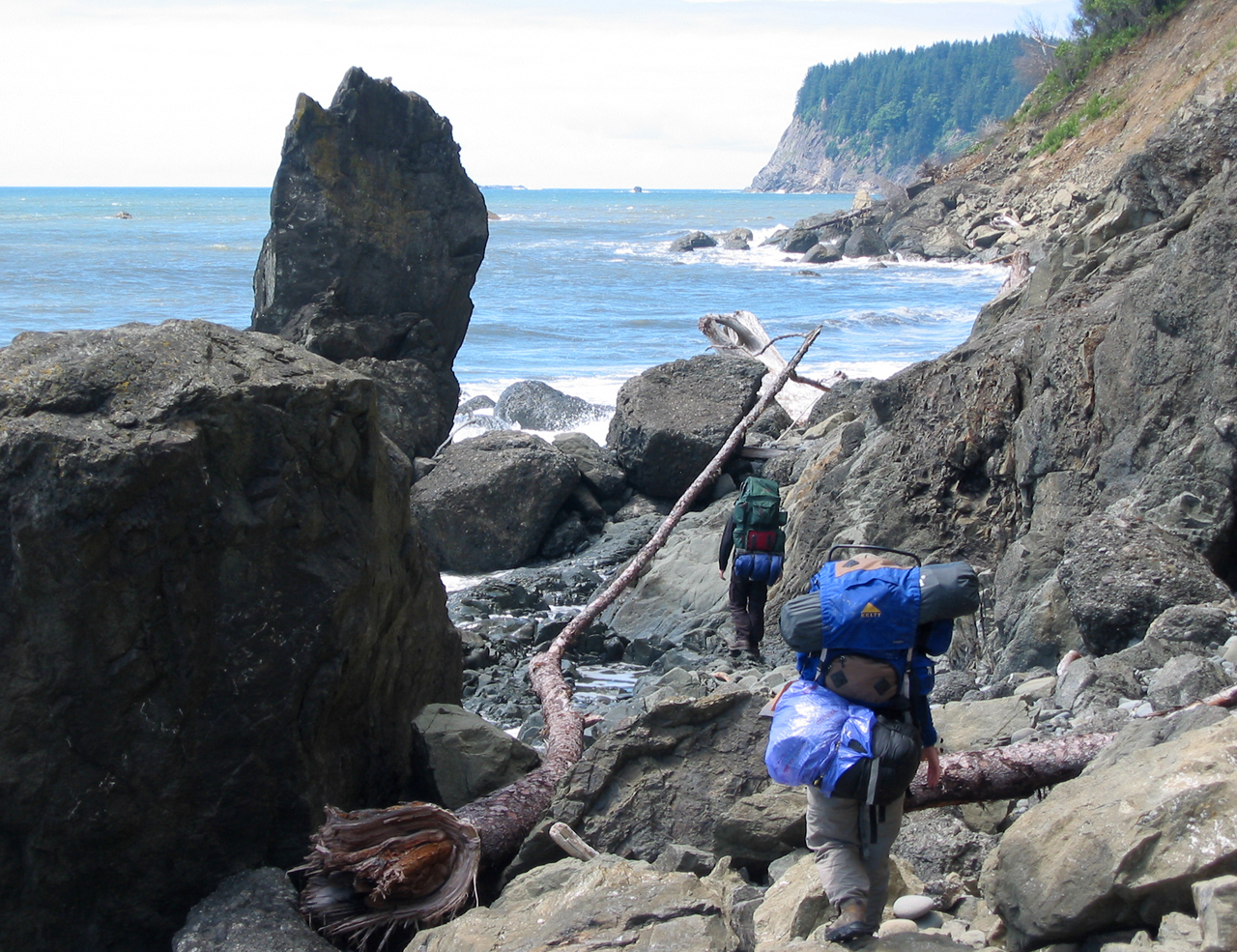
Randonnée et camping dans le parc.

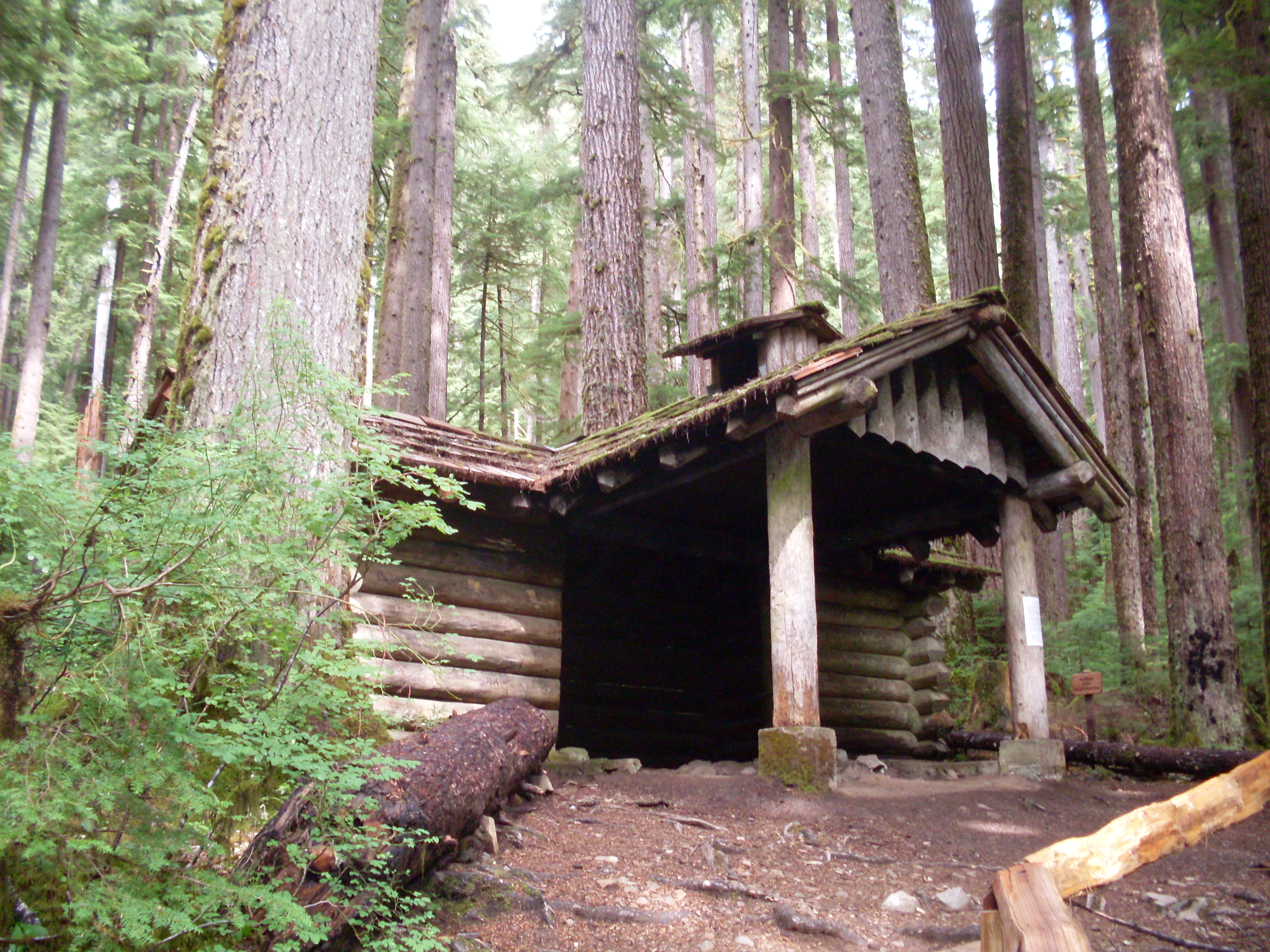
L'abri Canyon Creek.

L'aéroport international le plus proche est situé à l’est dans la banlieue de Seattle, soit à moins de 100 km à vol d'oiseau. La route est le seul moyen de transport permettant de se rendre dans le parc. La Route nationale 101 fait le tour complet du parc national. De cette route, il est possible d'emprunter des routes secondaires s'enfonçant plus à l'intérieur du parc. La route d'État est elle-même reliée à l'Interstate 5 qui permet d'atteindre les zones métropolitaines de Seattle, Tacoma, Olympia, Portland et Vancouver. Quoi qu'il en soit, la grande majorité du parc n'est accessible que par la marche,,.

### Infrastructures
L'hébergement et la restauration sont possibles dans le parc dans plusieurs hôtels tels que le Kalaloch Lodge et le Lake Crescent Lodge, mais également dans les localités voisines. Pour pouvoir accueillir du public, les établissements privés à l'intérieur du parc doivent disposer de concessions octroyées par les services du parc.
Le parc dispose également de plusieurs campings. On y trouve plus de 980 km de sentiers de randonnée et 270 km de routes. Hormis la randonnée, le parc propose de nombreuses activités dont l'observation de la nature, l'escalade, le ski alpin, le rafting et la pêche,.
Un district historique inscrit au Registre national des lieux historiques se trouve au sein du parc, à Port Angeles : le district historique d'Olympic National Park Headquarters.

### Environs
Le parc national Olympique est proche de la voie routière reliant les importantes villes de Seattle, Vancouver et de Portland. Le parc national des North Cascades, connu pour ses paysages montagneux, est situé à la frontière canadienne à environ 200 kilomètres au nord-est. Le parc national du mont Rainier et les célèbres volcans du mont Saint Helens et du mont Adams sont quant à eux situés à environ 200 kilomètres au sud-est au sein de la région montagneuse de la chaîne des Cascades. Plus au nord se trouve le Canada, et notamment l'île de Vancouver située à l'autre extrémité du détroit de Juan de Fuca et accessible par ferry.

### Culture populaire
Le vingtième épisode de la première saison de la série X-Files : Aux frontières du réel intitulé Quand vient la nuit se déroule en partie dans la région du parc ainsi que sur l'île de Vancouver. Dans cet épisode, des insectes inconnus sont libérés de troncs d'anciens arbres par des bûcherons et commencent à s'attaquer aux humains de la région dès que la nuit tombe.
Le documentaire animalier de Walt Disney intitulé True-Life Adventures - The Olympic Elk (1952) a été tourné dans la région du parc. Ce film, qui date de 1952, met en avant la vie de Wapitis de la péninsule Olympique.

Panorama du littoral dans le parc national Olympique.